# AS TEROM Iași (handbal feminin)
Asociația Sportivă TEROM Iași a fost o echipă de handbal feminin din Iași, România, care a activat ca secție sportivă a combinatului de fibre sintetice TEROM. Ea și-a disputat meciurile de pe teren propriu în Sala Sporturilor din localitate, iar antrenamentele pe terenul TEROM de pe Șoseaua Țuțora nr. 27. Echipa a fost înființată în anul 1978 și l-a avut printre președinți și pe fostul scrimer internațional Dan Irimiciuc.
Culorile echipamentului echipei erau galben - albastru - roșu.

## Istoric
Secția de handbal feminin a combinatului TEROM a fost înființată în 1978, iar echipa a promovat în Divizia A, așa cum era numit la acea vreme campionatul național, în iunie 1979.
În 1981, TEROM s-a clasat pe locul al doilea, iar în 1985 a câștigat Cupa României. Echipa a continuat și în anii următori să se claseze pe unul din primele patru locuri în competiție, ultima poziție semnificativă fiind locul al treilea în ediția 1989-1990. În campionatul național, TEROM a oscilat în general la jumătatea superioară a clasamentului.
La nivel european, TEROM Iași a participat la câteva ediții ale Cupei Cupelor IHF. În sezonul 1981-1982, echipa a ajuns până în optimi, în sezonul 1985-1986 în sferturi, iar în sezonul 1989-1990 până în semifinalele competiției. Odată cu declinul economic însă, combinatul de fibre sintetice nu a mai putut susține financiar echipa.
Au existat încercări de continuare sub o formă sau alta a activității echipei TEROM. În 1992, omul de afaceri Adrian Pascal, patron al firmei „Aura”, scurtă vreme și președinte al Federației Române de Handbal, a preluat colectivul sportiv, iar echipa a continuat să evolueze în campionat sub denumirea HC Aura Iași. În iunie 1993, la finalul ediției 1992-1993 a campionatului național de handbal, Aura Iași a terminat pe locul al treilea în clasament. În sezonul 1993-1994, echipa a ajuns până în sferturile Cupei EHF Feminin.
În iulie 2002, Pascal și-a anunțat intenția de transformare a HC Aura Iași într-o „veritabilă selecționată multinațională de handbal feminin” cu un buget de trei milioane de dolari. Privită încă de la început cu scepticism de diverși antrenori de handbal locali, inițiativa nu s-a materializat. De altfel, presa a publicat încă de la începutul anilor 1990 informații despre unele din afacerile controversate ale lui Adrian Pascal. Inițial miliardar, el nu a mai reușit să susțină echipa și a ajuns la începutul anilor 2010 „într-o situație mizeră, după ce a eșuat în afaceri”.
Pe 15 septembrie 2004, Florin Zamfir, un fost jucător și antrenor de handbal, devenit ulterior un controversat om de afaceri local, a reușit să obțină palmaresul, numele TEROM și „trecutul echipei de handbal, cu rezultatele oficiale”. Zamfir era patronul unei echipe de handbal feminin înființate în 2003 și denumită „Z” Iași, și a primit de la Federația Română de Handbal permisiunea de a îi schimba numele în Terom Z. În 2005, Zamfir a încercat să vândă echipa primăriei Iași, dar a fost refuzat. În aceeași perioadă, deoarece George Becali se ocupa de achiziționarea companiei Avicola Iași, Zamfir i-a propus și lui să cumpere Terom Z, dar a fost refuzat, astfel că echipa s-a desființat, lăsând în urmă și datorii financiare.
În septembrie 2007, Casa de Insolvență Moldova SPRL Iași, în calitate de lichidator al combinatului S.C TEROM S.A. Iași, a pus în vânzare „prin licitație publică cu strigare în bloc a Activului funcțional Platformă industrială S.C TEROM S.A”, printre care și terenul de antrenament al echipei.
Florin Zamfir a reînființat echipa Terom Z Iași în 2011 și a înscris-o în Divizia A. În vara anului 2011, presa a anunțat transferul interului dreapta Carmen Amariei, care a decis să părăsească Viborg HK pentru a juca la Terom. Pe lângă Amariei, din echipă mai făceau parte Roxana Joldeș, Bianca Anghelescu, Georgeta Grigore sau Marina Stancu, antrenor fiind Victorina Bora. În februarie 2012 a fost anunțat și „transferul bombă” al Cristinei Vărzaru, care urma să părăsească și ea Viborg HK și să debuteze la Terom în vara anului 2012. Florin Zamfir și-a anunțat și intenția de a construi o sală de sport cu capacitatea de 8000 de locuri, în care echipa sa ar fi urmat să joace în Liga Campionilor în cel mult patru ani.
Însă problemele economice au continuat. Florin Zamfir a acuzat municipalitatea că nu îi sprijină proiectul, iar în primăvara anului 2012 a mutat echipa la Turnu Severin. Deși Terom Z a promovat în Liga Națională în mai 2015, Carmen Amariei a plecat la SCM Craiova, Cristina Vărzaru a renunțat la transferul preconizat, iar autoritățile locale din Turnu Severin „nu și-au respectat obligațiile față de clubul ieșean”, potrivit acuzațiilor lui Zamfir, care a dat municipalitatea mehedințeană în judecată. De altfel, omul de afaceri a acuzat-o și pe Amariei de înșelăciune, amenințând cu un proces împotriva handbalistei.
În consecință, Florin Zamfir a anunțat că ar putea aduce echipa înapoi la Iași și a solicitat sprijin financiar primarului Gheorghe Nichita, respectiv președintelui Consiliului Județean Iași, Cristian Adomniței. Printr-o declarație pentru „Ziarul de Iași”, primarul Nichita a refuzat: „Terom Z? Ce este Terom Z? Eu nu fac afaceri cu oameni de genul celor de acolo. A spus că dă echipa gratuit Primăriei? Și cu câte miliarde datorie? De ce nu a rămas la Severin, acolo unde s-a mutat?” În final, în iulie 2012, motivând lipsa banilor, Zamfir a depus cererea de retragere din campionat a echipei Terom Z Iași, urmată de „cererea de desființare a clubului”. Un an mai târziu, Zamfir a dat-o în judecată și pe fosta antrenoare, Victorina Bora, acuzând-o de „înșelăciune, gestiune frauduloasă cu consecințe deosebit de grave” și „instigarea echipei împotriva clubului”.

## Palmares
- Cupa Cupelor IHF:
  - Semifinale (1): 1990
  - Sferturi de finală (1): 1986
  - Optimi de finală (1): 1982

- Cupa EHF:
  - Sferturi de finală (1): 1994 (HC Aura Iași)

- Campionatul României:
  -  Locul 3: 1993 (HC Aura Iași)

- Cupa României:
  -  Câștigătoare (1): 1985
  - Locul 2 (2): 1981, 1989
  - Locul 3 (1): 1980

- Cupa de toamnă:
  -  Câștigătoare (1): 1982[45]

### Palmares general
| Sub denumirea TEROM Iași | Sub denumirea TEROM Iași | Sub denumirea TEROM Iași | Sub denumirea TEROM Iași | Sub denumirea TEROM Iași | Sub denumirea TEROM Iași |
| Sezon                    | Competiție națională     | Loc                      | Cupa României            | Competiție europeană     | Competiție europeană     |
| ------------------------ | ------------------------ | ------------------------ | ------------------------ | ------------------------ | ------------------------ |
| 1978-79                  | Categoria B              | 1                        | 09                       |                          |                          |
| 1979-80                  | Categoria A              | 6                        | 03                       |                          |                          |
| 1980-81                  | Categoria A              | 4                        | 2                        |                          |                          |
| 1981-82                  | Categoria A              | 5                        | 0locurile 9-16           | Cupa Cupelor IHF         | Optimi                   |
| 1982-83                  | Categoria A              | 6                        | 07                       |                          |                          |
| 1983-84                  | Categoria A              | 7                        | 4                        |                          |                          |
| 1984-85                  | Categoria A              | 6                        | Câștigătoare             |                          |                          |
| 1985-86                  | Categoria A              | 6                        | 05                       | Cupa Cupelor IHF         | Sferturi                 |
| 1986-87                  | Categoria A              | 7                        | 4                        |                          |                          |
| 1987-88                  | Categoria A              | 5                        | 4                        |                          |                          |
| 1988-89                  | Categoria A              | 6                        | 02                       |                          |                          |
| 1989-90                  | Categoria A              | 05                       |                          | Cupa Cupelor IHF         | Semifinale               |
| 1990-91                  | Categoria A              | 06                       |                          |                          |                          |
| 1991-92                  | Categoria A              | 07                       |                          |                          |                          |

| Sub denumirea TEROM Iași | Sub denumirea TEROM Iași | Sub denumirea TEROM Iași | Sub denumirea TEROM Iași | Sub denumirea TEROM Iași | Sub denumirea TEROM Iași |
| Sezon                    | Competiție națională     | Loc                      | Cupa României            | Competiție europeană     | Competiție europeană     |
| ------------------------ | ------------------------ | ------------------------ | ------------------------ | ------------------------ | ------------------------ |
| 1978-79                  | Categoria B              | 1                        | 09                       |                          |                          |
| 1979-80                  | Categoria A              | 6                        | 03                       |                          |                          |
| 1980-81                  | Categoria A              | 4                        | 2                        |                          |                          |
| 1981-82                  | Categoria A              | 5                        | 0locurile 9-16           | Cupa Cupelor IHF         | Optimi                   |
| 1982-83                  | Categoria A              | 6                        | 07                       |                          |                          |
| 1983-84                  | Categoria A              | 7                        | 4                        |                          |                          |
| 1984-85                  | Categoria A              | 6                        | Câștigătoare             |                          |                          |
| 1985-86                  | Categoria A              | 6                        | 05                       | Cupa Cupelor IHF         | Sferturi                 |
| 1986-87                  | Categoria A              | 7                        | 4                        |                          |                          |
| 1987-88                  | Categoria A              | 5                        | 4                        |                          |                          |
| 1988-89                  | Categoria A              | 6                        | 02                       |                          |                          |
| 1989-90                  | Categoria A              | 05                       |                          | Cupa Cupelor IHF         | Semifinale               |
| 1990-91                  | Categoria A              | 06                       |                          |                          |                          |
| 1991-92                  | Categoria A              | 07                       |                          |                          |                          |

| Sub denumirea Aura Iași    | Sub denumirea Aura Iași | Sub denumirea Aura Iași | Sub denumirea Aura Iași | Sub denumirea Aura Iași | Sub denumirea Aura Iași |
| Sezon                      | Competiție națională    | Loc                     | Cupa României           | Competiție europeană    | Competiție europeană    |
| -------------------------- | ----------------------- | ----------------------- | ----------------------- | ----------------------- | ----------------------- |
| 1992-93                    | Categoria A             | Locul 3                 |                         |                         |                         |
| 1993-94                    | Categoria A             |                         |                         | Cupa EHF                | Sferturi                |
| 1994-95                    | Categoria A             |                         |                         |                         |                         |
| 1995-96                    | Categoria A             |                         |                         |                         |                         |
| Sub denumirea Terom Z Iași |                         |                         |                         |                         |                         |
| Sezon                      | Competiție națională    | Loc                     | Cupa României           | Competiție europeană    | Competiție europeană    |
| 2011-12                    | Divizia A               | 1                       |                         |                         |                         |

| Sub denumirea Aura Iași    | Sub denumirea Aura Iași | Sub denumirea Aura Iași | Sub denumirea Aura Iași | Sub denumirea Aura Iași | Sub denumirea Aura Iași |
| Sezon                      | Competiție națională    | Loc                     | Cupa României           | Competiție europeană    | Competiție europeană    |
| -------------------------- | ----------------------- | ----------------------- | ----------------------- | ----------------------- | ----------------------- |
| 1992-93                    | Categoria A             | Locul 3                 |                         |                         |                         |
| 1993-94                    | Categoria A             |                         |                         | Cupa EHF                | Sferturi                |
| 1994-95                    | Categoria A             |                         |                         |                         |                         |
| 1995-96                    | Categoria A             |                         |                         |                         |                         |
| Sub denumirea Terom Z Iași |                         |                         |                         |                         |                         |
| Sezon                      | Competiție națională    | Loc                     | Cupa României           | Competiție europeană    | Competiție europeană    |
| 2011-12                    | Divizia A               | 1                       |                         |                         |                         |

## Loturi de jucătoare
| Nr. | Post    | Nume             | Data nașterii (vârsta) | Înălțime | Selecții | Goluri | Echipă        |
| --- | ------- | ---------------- | ---------------------- | -------- | -------- | ------ | ------------- |
|     | Portar  | Viorica Nedelcu  | 25 de ani              |          |          |        | AS TEROM Iași |
|     | Portar  | Dorina Talpariu  |                        |          |          |        | AS TEROM Iași |
|     | Portar  | Elena Vlăgea     | 20 de ani              |          |          |        | AS TEROM Iași |
|     | Portar  | Mariana Zahariuc | 19 ani                 |          |          |        | AS TEROM Iași |
|     |         | Angela Avădanei  | 20 de ani              |          |          |        | AS TEROM Iași |
|     |         | Valeria Farcaș   | 21 de ani              |          |          |        | AS TEROM Iași |
|     |         | Maria Corban     | 21 de ani              |          |          |        | AS TEROM Iași |
|     |         | Maria Dîscă      | 25 de ani              |          |          |        | AS TEROM Iași |
|     |         | Adriana Domnescu | 20 de ani              |          |          |        | AS TEROM Iași |
|     |         | Anuța Holban     |                        |          |          |        | AS TEROM Iași |
|     |         | Ana Humelnicu    | 22 de ani              |          |          |        | AS TEROM Iași |
|     | Extremă | Rodica Ionașcu   | 20 de ani              |          |          |        | AS TEROM Iași |
|     |         | Speranța Istrate |                        |          |          |        | AS TEROM Iași |
|     |         | Mihaela Răducu   | 20 de ani              |          |          |        | AS TEROM Iași |
|     |         | Maria Savin      | 19 ani                 |          |          |        | AS TEROM Iași |
|     |         | Maria Spiridon   | 20 de ani              |          |          |        | AS TEROM Iași |
|     |         | Lenuța Sumănaru  | 19 ani                 |          |          |        | AS TEROM Iași |
|     |         | Valeria Voica    | 21 de ani              |          |          |        | AS TEROM Iași |

| Nr. | Post    | Nume             | Data nașterii (vârsta) | Înălțime | Selecții | Goluri | Echipă        |
| --- | ------- | ---------------- | ---------------------- | -------- | -------- | ------ | ------------- |
|     | Portar  | Viorica Nedelcu  | 25 de ani              |          |          |        | AS TEROM Iași |
|     | Portar  | Dorina Talpariu  |                        |          |          |        | AS TEROM Iași |
|     | Portar  | Elena Vlăgea     | 20 de ani              |          |          |        | AS TEROM Iași |
|     | Portar  | Mariana Zahariuc | 19 ani                 |          |          |        | AS TEROM Iași |
|     |         | Angela Avădanei  | 20 de ani              |          |          |        | AS TEROM Iași |
|     |         | Valeria Farcaș   | 21 de ani              |          |          |        | AS TEROM Iași |
|     |         | Maria Corban     | 21 de ani              |          |          |        | AS TEROM Iași |
|     |         | Maria Dîscă      | 25 de ani              |          |          |        | AS TEROM Iași |
|     |         | Adriana Domnescu | 20 de ani              |          |          |        | AS TEROM Iași |
|     |         | Anuța Holban     |                        |          |          |        | AS TEROM Iași |
|     |         | Ana Humelnicu    | 22 de ani              |          |          |        | AS TEROM Iași |
|     | Extremă | Rodica Ionașcu   | 20 de ani              |          |          |        | AS TEROM Iași |
|     |         | Speranța Istrate |                        |          |          |        | AS TEROM Iași |
|     |         | Mihaela Răducu   | 20 de ani              |          |          |        | AS TEROM Iași |
|     |         | Maria Savin      | 19 ani                 |          |          |        | AS TEROM Iași |
|     |         | Maria Spiridon   | 20 de ani              |          |          |        | AS TEROM Iași |
|     |         | Lenuța Sumănaru  | 19 ani                 |          |          |        | AS TEROM Iași |
|     |         | Valeria Voica    | 21 de ani              |          |          |        | AS TEROM Iași |

| Nr. | Post    | Nume             | Data nașterii (vârsta) | Înălțime | Selecții | Goluri | Echipă        |
| --- | ------- | ---------------- | ---------------------- | -------- | -------- | ------ | ------------- |
|     | Portar  | Viorica Nedelcu  | 25 de ani              |          |          |        | AS TEROM Iași |
|     | Portar  | Dorina Talpariu  |                        |          |          |        | AS TEROM Iași |
|     | Portar  | Elena Vlăgea     | 20 de ani              |          |          |        | AS TEROM Iași |
|     | Portar  | Mariana Zahariuc | 19 ani                 |          |          |        | AS TEROM Iași |
|     |         | Angela Avădanei  | 20 de ani              |          |          |        | AS TEROM Iași |
|     |         | Valeria Farcaș   | 21 de ani              |          |          |        | AS TEROM Iași |
|     |         | Maria Corban     | 21 de ani              |          |          |        | AS TEROM Iași |
|     |         | Maria Dîscă      | 25 de ani              |          |          |        | AS TEROM Iași |
|     |         | Adriana Domnescu | 20 de ani              |          |          |        | AS TEROM Iași |
|     |         | Anuța Holban     |                        |          |          |        | AS TEROM Iași |
|     |         | Ana Humelnicu    | 22 de ani              |          |          |        | AS TEROM Iași |
|     | Extremă | Rodica Ionașcu   | 20 de ani              |          |          |        | AS TEROM Iași |
|     |         | Speranța Istrate |                        |          |          |        | AS TEROM Iași |
|     |         | Mihaela Răducu   | 20 de ani              |          |          |        | AS TEROM Iași |
|     |         | Maria Savin      | 19 ani                 |          |          |        | AS TEROM Iași |
|     |         | Maria Spiridon   | 20 de ani              |          |          |        | AS TEROM Iași |
|     |         | Lenuța Sumănaru  | 19 ani                 |          |          |        | AS TEROM Iași |
|     |         | Valeria Voica    | 21 de ani              |          |          |        | AS TEROM Iași |

| Nr. | Post    | Nume             | Data nașterii (vârsta) | Înălțime | Selecții | Goluri | Echipă        |
| --- | ------- | ---------------- | ---------------------- | -------- | -------- | ------ | ------------- |
|     | Portar  | Viorica Nedelcu  | 25 de ani              |          |          |        | AS TEROM Iași |
|     | Portar  | Dorina Talpariu  |                        |          |          |        | AS TEROM Iași |
|     | Portar  | Elena Vlăgea     | 20 de ani              |          |          |        | AS TEROM Iași |
|     | Portar  | Mariana Zahariuc | 19 ani                 |          |          |        | AS TEROM Iași |
|     |         | Angela Avădanei  | 20 de ani              |          |          |        | AS TEROM Iași |
|     |         | Valeria Farcaș   | 21 de ani              |          |          |        | AS TEROM Iași |
|     |         | Maria Corban     | 21 de ani              |          |          |        | AS TEROM Iași |
|     |         | Maria Dîscă      | 25 de ani              |          |          |        | AS TEROM Iași |
|     |         | Adriana Domnescu | 20 de ani              |          |          |        | AS TEROM Iași |
|     |         | Anuța Holban     |                        |          |          |        | AS TEROM Iași |
|     |         | Ana Humelnicu    | 22 de ani              |          |          |        | AS TEROM Iași |
|     | Extremă | Rodica Ionașcu   | 20 de ani              |          |          |        | AS TEROM Iași |
|     |         | Speranța Istrate |                        |          |          |        | AS TEROM Iași |
|     |         | Mihaela Răducu   | 20 de ani              |          |          |        | AS TEROM Iași |
|     |         | Maria Savin      | 19 ani                 |          |          |        | AS TEROM Iași |
|     |         | Maria Spiridon   | 20 de ani              |          |          |        | AS TEROM Iași |
|     |         | Lenuța Sumănaru  | 19 ani                 |          |          |        | AS TEROM Iași |
|     |         | Valeria Voica    | 21 de ani              |          |          |        | AS TEROM Iași |

| Nr. | Post    | Nume                     | Data nașterii (vârsta) | Înălțime | Selecții | Goluri | Echipă        |
| --- | ------- | ------------------------ | ---------------------- | -------- | -------- | ------ | ------------- |
|     | Portar  | Viorica Nedelcu-Petruț   | 26 de ani              | 1,74 m   |          |        | AS TEROM Iași |
|     | Portar  | Viorica Schlonschi       | 18 ani                 | 1,78 m   |          |        | AS TEROM Iași |
|     | Portar  | Elena Vlăgea             | 21 de ani              | 1,72 m   |          |        | AS TEROM Iași |
|     | Portar  | Mariana Zahariuc         | 20 de ani              | 1,75 m   |          |        | AS TEROM Iași |
|     |         | Angela Avădanei          | 21 de ani              | 1,78 m   |          |        | AS TEROM Iași |
|     |         | Valeria Farcaș-Bordeanu  | 22 de ani              | 1,67 m   |          |        | AS TEROM Iași |
|     |         | Maria Corban             | 23 de ani              | 1,67 m   |          |        | AS TEROM Iași |
|     | Extremă | Rodica Ionașcu-Covaliuc  | 21 de ani              | 1,67 m   |          |        | AS TEROM Iași |
|     |         | Maria Dîscă              | 26 de ani              | 1,75 m   |          |        | AS TEROM Iași |
|     |         | Adriana Domnescu         | 21 de ani              | 1,73 m   |          |        | AS TEROM Iași |
|     |         | Carmen Iordache          | 18 ani                 | 1,76 m   |          |        | AS TEROM Iași |
|     |         | Carmen Popa              | 18 ani                 | 1,63 m   |          |        | AS TEROM Iași |
|     |         | Mihaela Răducu           | 21 de ani              | 1,66 m   |          |        | AS TEROM Iași |
|     |         | Maria Savin              | 20 de ani              | 1,70 m   |          |        | AS TEROM Iași |
|     |         | Ana Humelnicu-Simionescu | 23 de ani              | 1,69 m   |          |        | AS TEROM Iași |
|     |         | Maria Spiridon           | 21 de ani              | 1,76 m   |          |        | AS TEROM Iași |
|     |         | Lenuța Sumănaru          | 20 de ani              | 1,69 m   |          |        | AS TEROM Iași |
|     |         | Eugenia Vișan            | 21 de ani              | 1,67 m   |          |        | AS TEROM Iași |
|     |         | Valeria Voica-Hudița     | 22 de ani              | 1,70 m   |          |        | AS TEROM Iași |
|     |         | Aneline Zerwes           | 21 de ani              | 1,77 m   |          |        | AS TEROM Iași |

| Nr. | Post    | Nume                     | Data nașterii (vârsta) | Înălțime | Selecții | Goluri | Echipă        |
| --- | ------- | ------------------------ | ---------------------- | -------- | -------- | ------ | ------------- |
|     | Portar  | Viorica Nedelcu-Petruț   | 26 de ani              | 1,74 m   |          |        | AS TEROM Iași |
|     | Portar  | Viorica Schlonschi       | 18 ani                 | 1,78 m   |          |        | AS TEROM Iași |
|     | Portar  | Elena Vlăgea             | 21 de ani              | 1,72 m   |          |        | AS TEROM Iași |
|     | Portar  | Mariana Zahariuc         | 20 de ani              | 1,75 m   |          |        | AS TEROM Iași |
|     |         | Angela Avădanei          | 21 de ani              | 1,78 m   |          |        | AS TEROM Iași |
|     |         | Valeria Farcaș-Bordeanu  | 22 de ani              | 1,67 m   |          |        | AS TEROM Iași |
|     |         | Maria Corban             | 23 de ani              | 1,67 m   |          |        | AS TEROM Iași |
|     | Extremă | Rodica Ionașcu-Covaliuc  | 21 de ani              | 1,67 m   |          |        | AS TEROM Iași |
|     |         | Maria Dîscă              | 26 de ani              | 1,75 m   |          |        | AS TEROM Iași |
|     |         | Adriana Domnescu         | 21 de ani              | 1,73 m   |          |        | AS TEROM Iași |
|     |         | Carmen Iordache          | 18 ani                 | 1,76 m   |          |        | AS TEROM Iași |
|     |         | Carmen Popa              | 18 ani                 | 1,63 m   |          |        | AS TEROM Iași |
|     |         | Mihaela Răducu           | 21 de ani              | 1,66 m   |          |        | AS TEROM Iași |
|     |         | Maria Savin              | 20 de ani              | 1,70 m   |          |        | AS TEROM Iași |
|     |         | Ana Humelnicu-Simionescu | 23 de ani              | 1,69 m   |          |        | AS TEROM Iași |
|     |         | Maria Spiridon           | 21 de ani              | 1,76 m   |          |        | AS TEROM Iași |
|     |         | Lenuța Sumănaru          | 20 de ani              | 1,69 m   |          |        | AS TEROM Iași |
|     |         | Eugenia Vișan            | 21 de ani              | 1,67 m   |          |        | AS TEROM Iași |
|     |         | Valeria Voica-Hudița     | 22 de ani              | 1,70 m   |          |        | AS TEROM Iași |
|     |         | Aneline Zerwes           | 21 de ani              | 1,77 m   |          |        | AS TEROM Iași |

| Nr. | Post    | Nume                     | Data nașterii (vârsta) | Înălțime | Selecții | Goluri | Echipă        |
| --- | ------- | ------------------------ | ---------------------- | -------- | -------- | ------ | ------------- |
|     | Portar  | Viorica Nedelcu-Petruț   | 26 de ani              | 1,74 m   |          |        | AS TEROM Iași |
|     | Portar  | Viorica Schlonschi       | 18 ani                 | 1,78 m   |          |        | AS TEROM Iași |
|     | Portar  | Elena Vlăgea             | 21 de ani              | 1,72 m   |          |        | AS TEROM Iași |
|     | Portar  | Mariana Zahariuc         | 20 de ani              | 1,75 m   |          |        | AS TEROM Iași |
|     |         | Angela Avădanei          | 21 de ani              | 1,78 m   |          |        | AS TEROM Iași |
|     |         | Valeria Farcaș-Bordeanu  | 22 de ani              | 1,67 m   |          |        | AS TEROM Iași |
|     |         | Maria Corban             | 23 de ani              | 1,67 m   |          |        | AS TEROM Iași |
|     | Extremă | Rodica Ionașcu-Covaliuc  | 21 de ani              | 1,67 m   |          |        | AS TEROM Iași |
|     |         | Maria Dîscă              | 26 de ani              | 1,75 m   |          |        | AS TEROM Iași |
|     |         | Adriana Domnescu         | 21 de ani              | 1,73 m   |          |        | AS TEROM Iași |
|     |         | Carmen Iordache          | 18 ani                 | 1,76 m   |          |        | AS TEROM Iași |
|     |         | Carmen Popa              | 18 ani                 | 1,63 m   |          |        | AS TEROM Iași |
|     |         | Mihaela Răducu           | 21 de ani              | 1,66 m   |          |        | AS TEROM Iași |
|     |         | Maria Savin              | 20 de ani              | 1,70 m   |          |        | AS TEROM Iași |
|     |         | Ana Humelnicu-Simionescu | 23 de ani              | 1,69 m   |          |        | AS TEROM Iași |
|     |         | Maria Spiridon           | 21 de ani              | 1,76 m   |          |        | AS TEROM Iași |
|     |         | Lenuța Sumănaru          | 20 de ani              | 1,69 m   |          |        | AS TEROM Iași |
|     |         | Eugenia Vișan            | 21 de ani              | 1,67 m   |          |        | AS TEROM Iași |
|     |         | Valeria Voica-Hudița     | 22 de ani              | 1,70 m   |          |        | AS TEROM Iași |
|     |         | Aneline Zerwes           | 21 de ani              | 1,77 m   |          |        | AS TEROM Iași |

| Nr. | Post    | Nume                     | Data nașterii (vârsta) | Înălțime | Selecții | Goluri | Echipă        |
| --- | ------- | ------------------------ | ---------------------- | -------- | -------- | ------ | ------------- |
|     | Portar  | Viorica Nedelcu-Petruț   | 26 de ani              | 1,74 m   |          |        | AS TEROM Iași |
|     | Portar  | Viorica Schlonschi       | 18 ani                 | 1,78 m   |          |        | AS TEROM Iași |
|     | Portar  | Elena Vlăgea             | 21 de ani              | 1,72 m   |          |        | AS TEROM Iași |
|     | Portar  | Mariana Zahariuc         | 20 de ani              | 1,75 m   |          |        | AS TEROM Iași |
|     |         | Angela Avădanei          | 21 de ani              | 1,78 m   |          |        | AS TEROM Iași |
|     |         | Valeria Farcaș-Bordeanu  | 22 de ani              | 1,67 m   |          |        | AS TEROM Iași |
|     |         | Maria Corban             | 23 de ani              | 1,67 m   |          |        | AS TEROM Iași |
|     | Extremă | Rodica Ionașcu-Covaliuc  | 21 de ani              | 1,67 m   |          |        | AS TEROM Iași |
|     |         | Maria Dîscă              | 26 de ani              | 1,75 m   |          |        | AS TEROM Iași |
|     |         | Adriana Domnescu         | 21 de ani              | 1,73 m   |          |        | AS TEROM Iași |
|     |         | Carmen Iordache          | 18 ani                 | 1,76 m   |          |        | AS TEROM Iași |
|     |         | Carmen Popa              | 18 ani                 | 1,63 m   |          |        | AS TEROM Iași |
|     |         | Mihaela Răducu           | 21 de ani              | 1,66 m   |          |        | AS TEROM Iași |
|     |         | Maria Savin              | 20 de ani              | 1,70 m   |          |        | AS TEROM Iași |
|     |         | Ana Humelnicu-Simionescu | 23 de ani              | 1,69 m   |          |        | AS TEROM Iași |
|     |         | Maria Spiridon           | 21 de ani              | 1,76 m   |          |        | AS TEROM Iași |
|     |         | Lenuța Sumănaru          | 20 de ani              | 1,69 m   |          |        | AS TEROM Iași |
|     |         | Eugenia Vișan            | 21 de ani              | 1,67 m   |          |        | AS TEROM Iași |
|     |         | Valeria Voica-Hudița     | 22 de ani              | 1,70 m   |          |        | AS TEROM Iași |
|     |         | Aneline Zerwes           | 21 de ani              | 1,77 m   |          |        | AS TEROM Iași |

| Nr. | Post    | Nume                     | Data nașterii (vârsta) | Înălțime | Selecții | Goluri | Echipă        |
| --- | ------- | ------------------------ | ---------------------- | -------- | -------- | ------ | ------------- |
|     | Portar  | Viorica Nedelcu-Petruț   | 27 de ani              | 1,76 m   |          |        | AS TEROM Iași |
|     | Portar  | Viorica Schlonschi       | 19 ani                 | 1,78 m   |          |        | AS TEROM Iași |
|     | Portar  | Elena Vlăgea             | 22 de ani              | 1,74 m   |          |        | AS TEROM Iași |
|     | Portar  | Mariana Zahariuc         | 21 de ani              | 1,76 m   |          |        | AS TEROM Iași |
|     |         | Angela Avădanei          | 22 de ani              | 1,78 m   |          |        | AS TEROM Iași |
|     |         | Valeria Farcaș-Bordeanu  | 23 de ani              | 1,68 m   |          |        | AS TEROM Iași |
|     |         | Maria Corban             | 24 de ani              | 1,67 m   |          |        | AS TEROM Iași |
|     | Extremă | Rodica Ionașcu-Covaliuc  | 22 de ani              | 1,68 m   |          |        | AS TEROM Iași |
|     |         | Maria Dîscă              | 27 de ani              | 1,74 m   |          |        | AS TEROM Iași |
|     |         | Adriana Domnescu         | 22 de ani              | 1,73 m   |          |        | AS TEROM Iași |
|     |         | Carmen Iordache          | 19 ani                 | 1,78 m   |          |        | AS TEROM Iași |
|     |         | Mihaela Răducu-Marineac  | 22 de ani              | 1,67 m   |          |        | AS TEROM Iași |
|     |         | Carmen Popa              | 19 ani                 | 1,65 m   |          |        | AS TEROM Iași |
|     |         | Maria Savin              | 21 de ani              | 1,70 m   |          |        | AS TEROM Iași |
|     |         | Ana Humelnicu-Simionescu | 25 de ani              | 1,68 m   |          |        | AS TEROM Iași |
|     |         | Maria Spiridon           | 22 de ani              | 1,76 m   |          |        | AS TEROM Iași |
|     |         | Lenuța Sumănaru          | 21 de ani              | 1,70 m   |          |        | AS TEROM Iași |
|     | Pivot   | Valentina Turbatu        | 14 august 1963         | 1,77 m   |          |        | AS TEROM Iași |
|     |         | Eugenia Vișan            | 22 de ani              | 1,70 m   |          |        | AS TEROM Iași |
|     |         | Valeria Voica            | 23 de ani              | 1,73 m   |          |        | AS TEROM Iași |
|     |         | Aneline Zerwes           | 21 de ani              | 1,78 m   |          |        | AS TEROM Iași |

| Nr. | Post    | Nume                     | Data nașterii (vârsta) | Înălțime | Selecții | Goluri | Echipă        |
| --- | ------- | ------------------------ | ---------------------- | -------- | -------- | ------ | ------------- |
|     | Portar  | Viorica Nedelcu-Petruț   | 27 de ani              | 1,76 m   |          |        | AS TEROM Iași |
|     | Portar  | Viorica Schlonschi       | 19 ani                 | 1,78 m   |          |        | AS TEROM Iași |
|     | Portar  | Elena Vlăgea             | 22 de ani              | 1,74 m   |          |        | AS TEROM Iași |
|     | Portar  | Mariana Zahariuc         | 21 de ani              | 1,76 m   |          |        | AS TEROM Iași |
|     |         | Angela Avădanei          | 22 de ani              | 1,78 m   |          |        | AS TEROM Iași |
|     |         | Valeria Farcaș-Bordeanu  | 23 de ani              | 1,68 m   |          |        | AS TEROM Iași |
|     |         | Maria Corban             | 24 de ani              | 1,67 m   |          |        | AS TEROM Iași |
|     | Extremă | Rodica Ionașcu-Covaliuc  | 22 de ani              | 1,68 m   |          |        | AS TEROM Iași |
|     |         | Maria Dîscă              | 27 de ani              | 1,74 m   |          |        | AS TEROM Iași |
|     |         | Adriana Domnescu         | 22 de ani              | 1,73 m   |          |        | AS TEROM Iași |
|     |         | Carmen Iordache          | 19 ani                 | 1,78 m   |          |        | AS TEROM Iași |
|     |         | Mihaela Răducu-Marineac  | 22 de ani              | 1,67 m   |          |        | AS TEROM Iași |
|     |         | Carmen Popa              | 19 ani                 | 1,65 m   |          |        | AS TEROM Iași |
|     |         | Maria Savin              | 21 de ani              | 1,70 m   |          |        | AS TEROM Iași |
|     |         | Ana Humelnicu-Simionescu | 25 de ani              | 1,68 m   |          |        | AS TEROM Iași |
|     |         | Maria Spiridon           | 22 de ani              | 1,76 m   |          |        | AS TEROM Iași |
|     |         | Lenuța Sumănaru          | 21 de ani              | 1,70 m   |          |        | AS TEROM Iași |
|     | Pivot   | Valentina Turbatu        | 14 august 1963         | 1,77 m   |          |        | AS TEROM Iași |
|     |         | Eugenia Vișan            | 22 de ani              | 1,70 m   |          |        | AS TEROM Iași |
|     |         | Valeria Voica            | 23 de ani              | 1,73 m   |          |        | AS TEROM Iași |
|     |         | Aneline Zerwes           | 21 de ani              | 1,78 m   |          |        | AS TEROM Iași |

| Nr. | Post    | Nume                     | Data nașterii (vârsta) | Înălțime | Selecții | Goluri | Echipă        |
| --- | ------- | ------------------------ | ---------------------- | -------- | -------- | ------ | ------------- |
|     | Portar  | Viorica Nedelcu-Petruț   | 27 de ani              | 1,76 m   |          |        | AS TEROM Iași |
|     | Portar  | Viorica Schlonschi       | 19 ani                 | 1,78 m   |          |        | AS TEROM Iași |
|     | Portar  | Elena Vlăgea             | 22 de ani              | 1,74 m   |          |        | AS TEROM Iași |
|     | Portar  | Mariana Zahariuc         | 21 de ani              | 1,76 m   |          |        | AS TEROM Iași |
|     |         | Angela Avădanei          | 22 de ani              | 1,78 m   |          |        | AS TEROM Iași |
|     |         | Valeria Farcaș-Bordeanu  | 23 de ani              | 1,68 m   |          |        | AS TEROM Iași |
|     |         | Maria Corban             | 24 de ani              | 1,67 m   |          |        | AS TEROM Iași |
|     | Extremă | Rodica Ionașcu-Covaliuc  | 22 de ani              | 1,68 m   |          |        | AS TEROM Iași |
|     |         | Maria Dîscă              | 27 de ani              | 1,74 m   |          |        | AS TEROM Iași |
|     |         | Adriana Domnescu         | 22 de ani              | 1,73 m   |          |        | AS TEROM Iași |
|     |         | Carmen Iordache          | 19 ani                 | 1,78 m   |          |        | AS TEROM Iași |
|     |         | Mihaela Răducu-Marineac  | 22 de ani              | 1,67 m   |          |        | AS TEROM Iași |
|     |         | Carmen Popa              | 19 ani                 | 1,65 m   |          |        | AS TEROM Iași |
|     |         | Maria Savin              | 21 de ani              | 1,70 m   |          |        | AS TEROM Iași |
|     |         | Ana Humelnicu-Simionescu | 25 de ani              | 1,68 m   |          |        | AS TEROM Iași |
|     |         | Maria Spiridon           | 22 de ani              | 1,76 m   |          |        | AS TEROM Iași |
|     |         | Lenuța Sumănaru          | 21 de ani              | 1,70 m   |          |        | AS TEROM Iași |
|     | Pivot   | Valentina Turbatu        | 14 august 1963         | 1,77 m   |          |        | AS TEROM Iași |
|     |         | Eugenia Vișan            | 22 de ani              | 1,70 m   |          |        | AS TEROM Iași |
|     |         | Valeria Voica            | 23 de ani              | 1,73 m   |          |        | AS TEROM Iași |
|     |         | Aneline Zerwes           | 21 de ani              | 1,78 m   |          |        | AS TEROM Iași |

| Nr. | Post    | Nume                     | Data nașterii (vârsta) | Înălțime | Selecții | Goluri | Echipă        |
| --- | ------- | ------------------------ | ---------------------- | -------- | -------- | ------ | ------------- |
|     | Portar  | Viorica Nedelcu-Petruț   | 27 de ani              | 1,76 m   |          |        | AS TEROM Iași |
|     | Portar  | Viorica Schlonschi       | 19 ani                 | 1,78 m   |          |        | AS TEROM Iași |
|     | Portar  | Elena Vlăgea             | 22 de ani              | 1,74 m   |          |        | AS TEROM Iași |
|     | Portar  | Mariana Zahariuc         | 21 de ani              | 1,76 m   |          |        | AS TEROM Iași |
|     |         | Angela Avădanei          | 22 de ani              | 1,78 m   |          |        | AS TEROM Iași |
|     |         | Valeria Farcaș-Bordeanu  | 23 de ani              | 1,68 m   |          |        | AS TEROM Iași |
|     |         | Maria Corban             | 24 de ani              | 1,67 m   |          |        | AS TEROM Iași |
|     | Extremă | Rodica Ionașcu-Covaliuc  | 22 de ani              | 1,68 m   |          |        | AS TEROM Iași |
|     |         | Maria Dîscă              | 27 de ani              | 1,74 m   |          |        | AS TEROM Iași |
|     |         | Adriana Domnescu         | 22 de ani              | 1,73 m   |          |        | AS TEROM Iași |
|     |         | Carmen Iordache          | 19 ani                 | 1,78 m   |          |        | AS TEROM Iași |
|     |         | Mihaela Răducu-Marineac  | 22 de ani              | 1,67 m   |          |        | AS TEROM Iași |
|     |         | Carmen Popa              | 19 ani                 | 1,65 m   |          |        | AS TEROM Iași |
|     |         | Maria Savin              | 21 de ani              | 1,70 m   |          |        | AS TEROM Iași |
|     |         | Ana Humelnicu-Simionescu | 25 de ani              | 1,68 m   |          |        | AS TEROM Iași |
|     |         | Maria Spiridon           | 22 de ani              | 1,76 m   |          |        | AS TEROM Iași |
|     |         | Lenuța Sumănaru          | 21 de ani              | 1,70 m   |          |        | AS TEROM Iași |
|     | Pivot   | Valentina Turbatu        | 14 august 1963         | 1,77 m   |          |        | AS TEROM Iași |
|     |         | Eugenia Vișan            | 22 de ani              | 1,70 m   |          |        | AS TEROM Iași |
|     |         | Valeria Voica            | 23 de ani              | 1,73 m   |          |        | AS TEROM Iași |
|     |         | Aneline Zerwes           | 21 de ani              | 1,78 m   |          |        | AS TEROM Iași |

| Nr. | Post    | Nume               | Data nașterii (vârsta) | Înălțime | Selecții | Goluri | Echipă        |
| --- | ------- | ------------------ | ---------------------- | -------- | -------- | ------ | ------------- |
|     | Portar  | Viorica Petruț     | 28 de ani              | 1,73 m   |          |        | AS TEROM Iași |
|     | Portar  | Viorica Schlonschi | 20 de ani              | 1,78 m   |          |        | AS TEROM Iași |
|     | Portar  | Elena Vlăgea       | 23 de ani              | 1,72 m   |          |        | AS TEROM Iași |
|     | Portar  | Mariana Zahariuc   | 22 de ani              | 1,76 m   |          |        | AS TEROM Iași |
|     |         | Angela Avădanei    | 23 de ani              | 1,78 m   |          |        | AS TEROM Iași |
|     |         | Valeria Borșanu    | 24 de ani              | 1,67 m   |          |        | AS TEROM Iași |
|     |         | Maria Corban       | 25 de ani              | 1,68 m   |          |        | AS TEROM Iași |
|     | Extremă | Rodica Covaliuc    | 23 de ani              | 1,67 m   |          |        | AS TEROM Iași |
|     |         | Maria Dîscă        | 28 de ani              | 1,74 m   |          |        | AS TEROM Iași |
|     |         | Adriana Domnescu   | 23 de ani              | 1,73 m   |          |        | AS TEROM Iași |
|     |         | Carmen Iordache    | 20 de ani              | 1,77 m   |          |        | AS TEROM Iași |
|     |         | Mihaela Marineac   | 23 de ani              | 1,65 m   |          |        | AS TEROM Iași |
|     |         | Carmen Popa        | 20 de ani              | 1,65 m   |          |        | AS TEROM Iași |
|     |         | Maria Savin        | 22 de ani              | 1,72 m   |          |        | AS TEROM Iași |
|     |         | Ana Simionescu     | 25 de ani              | 1,68 m   |          |        | AS TEROM Iași |
|     |         | Lenuța Sumănaru    | 22 de ani              | 1,71 m   |          |        | AS TEROM Iași |
|     | Pivot   | Valentina Turbatu  | 14 august 1963         | 1,77 m   |          |        | AS TEROM Iași |
|     |         | Eugenia Vișan      | 23 de ani              | 1,68 m   |          |        | AS TEROM Iași |

| Nr. | Post    | Nume               | Data nașterii (vârsta) | Înălțime | Selecții | Goluri | Echipă        |
| --- | ------- | ------------------ | ---------------------- | -------- | -------- | ------ | ------------- |
|     | Portar  | Viorica Petruț     | 28 de ani              | 1,73 m   |          |        | AS TEROM Iași |
|     | Portar  | Viorica Schlonschi | 20 de ani              | 1,78 m   |          |        | AS TEROM Iași |
|     | Portar  | Elena Vlăgea       | 23 de ani              | 1,72 m   |          |        | AS TEROM Iași |
|     | Portar  | Mariana Zahariuc   | 22 de ani              | 1,76 m   |          |        | AS TEROM Iași |
|     |         | Angela Avădanei    | 23 de ani              | 1,78 m   |          |        | AS TEROM Iași |
|     |         | Valeria Borșanu    | 24 de ani              | 1,67 m   |          |        | AS TEROM Iași |
|     |         | Maria Corban       | 25 de ani              | 1,68 m   |          |        | AS TEROM Iași |
|     | Extremă | Rodica Covaliuc    | 23 de ani              | 1,67 m   |          |        | AS TEROM Iași |
|     |         | Maria Dîscă        | 28 de ani              | 1,74 m   |          |        | AS TEROM Iași |
|     |         | Adriana Domnescu   | 23 de ani              | 1,73 m   |          |        | AS TEROM Iași |
|     |         | Carmen Iordache    | 20 de ani              | 1,77 m   |          |        | AS TEROM Iași |
|     |         | Mihaela Marineac   | 23 de ani              | 1,65 m   |          |        | AS TEROM Iași |
|     |         | Carmen Popa        | 20 de ani              | 1,65 m   |          |        | AS TEROM Iași |
|     |         | Maria Savin        | 22 de ani              | 1,72 m   |          |        | AS TEROM Iași |
|     |         | Ana Simionescu     | 25 de ani              | 1,68 m   |          |        | AS TEROM Iași |
|     |         | Lenuța Sumănaru    | 22 de ani              | 1,71 m   |          |        | AS TEROM Iași |
|     | Pivot   | Valentina Turbatu  | 14 august 1963         | 1,77 m   |          |        | AS TEROM Iași |
|     |         | Eugenia Vișan      | 23 de ani              | 1,68 m   |          |        | AS TEROM Iași |

| Nr. | Post    | Nume               | Data nașterii (vârsta) | Înălțime | Selecții | Goluri | Echipă        |
| --- | ------- | ------------------ | ---------------------- | -------- | -------- | ------ | ------------- |
|     | Portar  | Viorica Petruț     | 28 de ani              | 1,73 m   |          |        | AS TEROM Iași |
|     | Portar  | Viorica Schlonschi | 20 de ani              | 1,78 m   |          |        | AS TEROM Iași |
|     | Portar  | Elena Vlăgea       | 23 de ani              | 1,72 m   |          |        | AS TEROM Iași |
|     | Portar  | Mariana Zahariuc   | 22 de ani              | 1,76 m   |          |        | AS TEROM Iași |
|     |         | Angela Avădanei    | 23 de ani              | 1,78 m   |          |        | AS TEROM Iași |
|     |         | Valeria Borșanu    | 24 de ani              | 1,67 m   |          |        | AS TEROM Iași |
|     |         | Maria Corban       | 25 de ani              | 1,68 m   |          |        | AS TEROM Iași |
|     | Extremă | Rodica Covaliuc    | 23 de ani              | 1,67 m   |          |        | AS TEROM Iași |
|     |         | Maria Dîscă        | 28 de ani              | 1,74 m   |          |        | AS TEROM Iași |
|     |         | Adriana Domnescu   | 23 de ani              | 1,73 m   |          |        | AS TEROM Iași |
|     |         | Carmen Iordache    | 20 de ani              | 1,77 m   |          |        | AS TEROM Iași |
|     |         | Mihaela Marineac   | 23 de ani              | 1,65 m   |          |        | AS TEROM Iași |
|     |         | Carmen Popa        | 20 de ani              | 1,65 m   |          |        | AS TEROM Iași |
|     |         | Maria Savin        | 22 de ani              | 1,72 m   |          |        | AS TEROM Iași |
|     |         | Ana Simionescu     | 25 de ani              | 1,68 m   |          |        | AS TEROM Iași |
|     |         | Lenuța Sumănaru    | 22 de ani              | 1,71 m   |          |        | AS TEROM Iași |
|     | Pivot   | Valentina Turbatu  | 14 august 1963         | 1,77 m   |          |        | AS TEROM Iași |
|     |         | Eugenia Vișan      | 23 de ani              | 1,68 m   |          |        | AS TEROM Iași |

| Nr. | Post    | Nume               | Data nașterii (vârsta) | Înălțime | Selecții | Goluri | Echipă        |
| --- | ------- | ------------------ | ---------------------- | -------- | -------- | ------ | ------------- |
|     | Portar  | Viorica Petruț     | 28 de ani              | 1,73 m   |          |        | AS TEROM Iași |
|     | Portar  | Viorica Schlonschi | 20 de ani              | 1,78 m   |          |        | AS TEROM Iași |
|     | Portar  | Elena Vlăgea       | 23 de ani              | 1,72 m   |          |        | AS TEROM Iași |
|     | Portar  | Mariana Zahariuc   | 22 de ani              | 1,76 m   |          |        | AS TEROM Iași |
|     |         | Angela Avădanei    | 23 de ani              | 1,78 m   |          |        | AS TEROM Iași |
|     |         | Valeria Borșanu    | 24 de ani              | 1,67 m   |          |        | AS TEROM Iași |
|     |         | Maria Corban       | 25 de ani              | 1,68 m   |          |        | AS TEROM Iași |
|     | Extremă | Rodica Covaliuc    | 23 de ani              | 1,67 m   |          |        | AS TEROM Iași |
|     |         | Maria Dîscă        | 28 de ani              | 1,74 m   |          |        | AS TEROM Iași |
|     |         | Adriana Domnescu   | 23 de ani              | 1,73 m   |          |        | AS TEROM Iași |
|     |         | Carmen Iordache    | 20 de ani              | 1,77 m   |          |        | AS TEROM Iași |
|     |         | Mihaela Marineac   | 23 de ani              | 1,65 m   |          |        | AS TEROM Iași |
|     |         | Carmen Popa        | 20 de ani              | 1,65 m   |          |        | AS TEROM Iași |
|     |         | Maria Savin        | 22 de ani              | 1,72 m   |          |        | AS TEROM Iași |
|     |         | Ana Simionescu     | 25 de ani              | 1,68 m   |          |        | AS TEROM Iași |
|     |         | Lenuța Sumănaru    | 22 de ani              | 1,71 m   |          |        | AS TEROM Iași |
|     | Pivot   | Valentina Turbatu  | 14 august 1963         | 1,77 m   |          |        | AS TEROM Iași |
|     |         | Eugenia Vișan      | 23 de ani              | 1,68 m   |          |        | AS TEROM Iași |

| Nr. | Post    | Nume               | Data nașterii (vârsta) | Înălțime | Selecții | Goluri | Echipă        |
| --- | ------- | ------------------ | ---------------------- | -------- | -------- | ------ | ------------- |
|     | Portar  | Viorica Petruț     | 29 de ani              | 1,74 m   |          |        | AS TEROM Iași |
|     | Portar  | Viorica Schlonschi | 21 de ani              | 1,78 m   |          |        | AS TEROM Iași |
|     | Portar  | Elena Vlăgea       | 24 de ani              | 1,72 m   |          |        | AS TEROM Iași |
|     | Portar  | Mariana Zahariuc   | 23 de ani              | 1,75 m   |          |        | AS TEROM Iași |
|     | Portar  | Cornelia Tacu      | 18 ani                 | 1,73 m   |          |        | AS TEROM Iași |
|     |         | Angela Avădanei    | 24 de ani              | 1,78 m   |          |        | AS TEROM Iași |
|     |         | Cristina Benchea   | 18 ani                 | 1,65 m   |          |        | AS TEROM Iași |
|     |         | Maria Corban       | 26 de ani              | 1,67 m   |          |        | AS TEROM Iași |
|     |         | Profira Costea     | 20 de ani              | 1,69 m   |          |        | AS TEROM Iași |
|     |         | Daniela Costin     | 18 ani                 | 1,70 m   |          |        | AS TEROM Iași |
|     | Extremă | Rodica Covaliuc    | 24 de ani              | 1,67 m   |          |        | AS TEROM Iași |
|     |         | Aspazia Crețan     | 18 ani                 | 1,73 m   |          |        | AS TEROM Iași |
|     |         | Adriana Domnescu   | 24 de ani              | 1,73 m   |          |        | AS TEROM Iași |
|     |         | Carmen Popa        | 21 de ani              | 1,65 m   |          |        | AS TEROM Iași |
|     |         | Maria Savin        | 23 de ani              | 1,70 m   |          |        | AS TEROM Iași |
|     | Pivot   | Valentina Turbatu  | 14 august 1963         | 1,77 m   |          |        | AS TEROM Iași |

| Nr. | Post    | Nume               | Data nașterii (vârsta) | Înălțime | Selecții | Goluri | Echipă        |
| --- | ------- | ------------------ | ---------------------- | -------- | -------- | ------ | ------------- |
|     | Portar  | Viorica Petruț     | 29 de ani              | 1,74 m   |          |        | AS TEROM Iași |
|     | Portar  | Viorica Schlonschi | 21 de ani              | 1,78 m   |          |        | AS TEROM Iași |
|     | Portar  | Elena Vlăgea       | 24 de ani              | 1,72 m   |          |        | AS TEROM Iași |
|     | Portar  | Mariana Zahariuc   | 23 de ani              | 1,75 m   |          |        | AS TEROM Iași |
|     | Portar  | Cornelia Tacu      | 18 ani                 | 1,73 m   |          |        | AS TEROM Iași |
|     |         | Angela Avădanei    | 24 de ani              | 1,78 m   |          |        | AS TEROM Iași |
|     |         | Cristina Benchea   | 18 ani                 | 1,65 m   |          |        | AS TEROM Iași |
|     |         | Maria Corban       | 26 de ani              | 1,67 m   |          |        | AS TEROM Iași |
|     |         | Profira Costea     | 20 de ani              | 1,69 m   |          |        | AS TEROM Iași |
|     |         | Daniela Costin     | 18 ani                 | 1,70 m   |          |        | AS TEROM Iași |
|     | Extremă | Rodica Covaliuc    | 24 de ani              | 1,67 m   |          |        | AS TEROM Iași |
|     |         | Aspazia Crețan     | 18 ani                 | 1,73 m   |          |        | AS TEROM Iași |
|     |         | Adriana Domnescu   | 24 de ani              | 1,73 m   |          |        | AS TEROM Iași |
|     |         | Carmen Popa        | 21 de ani              | 1,65 m   |          |        | AS TEROM Iași |
|     |         | Maria Savin        | 23 de ani              | 1,70 m   |          |        | AS TEROM Iași |
|     | Pivot   | Valentina Turbatu  | 14 august 1963         | 1,77 m   |          |        | AS TEROM Iași |

| Nr. | Post    | Nume               | Data nașterii (vârsta) | Înălțime | Selecții | Goluri | Echipă        |
| --- | ------- | ------------------ | ---------------------- | -------- | -------- | ------ | ------------- |
|     | Portar  | Viorica Petruț     | 29 de ani              | 1,74 m   |          |        | AS TEROM Iași |
|     | Portar  | Viorica Schlonschi | 21 de ani              | 1,78 m   |          |        | AS TEROM Iași |
|     | Portar  | Elena Vlăgea       | 24 de ani              | 1,72 m   |          |        | AS TEROM Iași |
|     | Portar  | Mariana Zahariuc   | 23 de ani              | 1,75 m   |          |        | AS TEROM Iași |
|     | Portar  | Cornelia Tacu      | 18 ani                 | 1,73 m   |          |        | AS TEROM Iași |
|     |         | Angela Avădanei    | 24 de ani              | 1,78 m   |          |        | AS TEROM Iași |
|     |         | Cristina Benchea   | 18 ani                 | 1,65 m   |          |        | AS TEROM Iași |
|     |         | Maria Corban       | 26 de ani              | 1,67 m   |          |        | AS TEROM Iași |
|     |         | Profira Costea     | 20 de ani              | 1,69 m   |          |        | AS TEROM Iași |
|     |         | Daniela Costin     | 18 ani                 | 1,70 m   |          |        | AS TEROM Iași |
|     | Extremă | Rodica Covaliuc    | 24 de ani              | 1,67 m   |          |        | AS TEROM Iași |
|     |         | Aspazia Crețan     | 18 ani                 | 1,73 m   |          |        | AS TEROM Iași |
|     |         | Adriana Domnescu   | 24 de ani              | 1,73 m   |          |        | AS TEROM Iași |
|     |         | Carmen Popa        | 21 de ani              | 1,65 m   |          |        | AS TEROM Iași |
|     |         | Maria Savin        | 23 de ani              | 1,70 m   |          |        | AS TEROM Iași |
|     | Pivot   | Valentina Turbatu  | 14 august 1963         | 1,77 m   |          |        | AS TEROM Iași |

| Nr. | Post    | Nume               | Data nașterii (vârsta) | Înălțime | Selecții | Goluri | Echipă        |
| --- | ------- | ------------------ | ---------------------- | -------- | -------- | ------ | ------------- |
|     | Portar  | Viorica Petruț     | 29 de ani              | 1,74 m   |          |        | AS TEROM Iași |
|     | Portar  | Viorica Schlonschi | 21 de ani              | 1,78 m   |          |        | AS TEROM Iași |
|     | Portar  | Elena Vlăgea       | 24 de ani              | 1,72 m   |          |        | AS TEROM Iași |
|     | Portar  | Mariana Zahariuc   | 23 de ani              | 1,75 m   |          |        | AS TEROM Iași |
|     | Portar  | Cornelia Tacu      | 18 ani                 | 1,73 m   |          |        | AS TEROM Iași |
|     |         | Angela Avădanei    | 24 de ani              | 1,78 m   |          |        | AS TEROM Iași |
|     |         | Cristina Benchea   | 18 ani                 | 1,65 m   |          |        | AS TEROM Iași |
|     |         | Maria Corban       | 26 de ani              | 1,67 m   |          |        | AS TEROM Iași |
|     |         | Profira Costea     | 20 de ani              | 1,69 m   |          |        | AS TEROM Iași |
|     |         | Daniela Costin     | 18 ani                 | 1,70 m   |          |        | AS TEROM Iași |
|     | Extremă | Rodica Covaliuc    | 24 de ani              | 1,67 m   |          |        | AS TEROM Iași |
|     |         | Aspazia Crețan     | 18 ani                 | 1,73 m   |          |        | AS TEROM Iași |
|     |         | Adriana Domnescu   | 24 de ani              | 1,73 m   |          |        | AS TEROM Iași |
|     |         | Carmen Popa        | 21 de ani              | 1,65 m   |          |        | AS TEROM Iași |
|     |         | Maria Savin        | 23 de ani              | 1,70 m   |          |        | AS TEROM Iași |
|     | Pivot   | Valentina Turbatu  | 14 august 1963         | 1,77 m   |          |        | AS TEROM Iași |

| Nr. | Post   | Nume                    | Data nașterii (vârsta) | Înălțime | Selecții | Goluri | Echipă        |
| --- | ------ | ----------------------- | ---------------------- | -------- | -------- | ------ | ------------- |
|     | Portar | Elena Roșu              | 25 de ani              | 1,71 m   |          |        | AS TEROM Iași |
|     | Portar | Viorica Schlonschi      |                        | 1,78 m   |          |        | AS TEROM Iași |
|     | Portar | Cornelia Tacu           | 19 ani                 | 1,73 m   |          |        | AS TEROM Iași |
|     |        | Angela Avădanei         | 25 de ani              | 1,78 m   |          |        | AS TEROM Iași |
|     |        | Valeria Borșanu         | 26 de ani              | 1,67 m   |          |        | AS TEROM Iași |
|     |        | Dorina Chirvase-Corban  |                        | 1,67 m   |          |        | AS TEROM Iași |
|     |        | Sorina Constandache     |                        | 1,72 m   |          |        | AS TEROM Iași |
|     |        | Rodica Covaliuc         | 25 de ani              | 1,67 m   |          |        | AS TEROM Iași |
|     |        | Aspazia Crețan          | 19 ani                 | 1,75 m   |          |        | AS TEROM Iași |
|     |        | Adriana Domnescu        | 25 de ani              | 1,73 m   |          |        | AS TEROM Iași |
|     |        | Angela Haidău           | 21 de ani              | 1,80 m   |          |        | AS TEROM Iași |
|     |        | Gabriela Horga          | 18 ani                 | 1,80 m   |          |        | AS TEROM Iași |
|     |        | Corina Nisipeanu        | 18 ani                 | 1,64 m   |          |        | AS TEROM Iași |
|     |        | Rădița Oneț             | 21 de ani              | 1,75 m   |          |        | AS TEROM Iași |
|     |        | Cristina Popa           | 18 ani                 | 1,78 m   |          |        | AS TEROM Iași |
|     |        | Maria Savin             | 24 de ani              | 1,70 m   |          |        | AS TEROM Iași |
|     |        | Carmen State            | 22 de ani              | 1,64 m   |          |        | AS TEROM Iași |
|     | Pivot  | Valentina Turbatu-Cozma | 14 august 1963         | 1,77 m   |          |        | AS TEROM Iași |
|     |        | Eugenia Vișan           | 25 de ani              | 1,68 m   |          |        | AS TEROM Iași |

| Nr. | Post   | Nume                    | Data nașterii (vârsta) | Înălțime | Selecții | Goluri | Echipă        |
| --- | ------ | ----------------------- | ---------------------- | -------- | -------- | ------ | ------------- |
|     | Portar | Elena Roșu              | 25 de ani              | 1,71 m   |          |        | AS TEROM Iași |
|     | Portar | Viorica Schlonschi      |                        | 1,78 m   |          |        | AS TEROM Iași |
|     | Portar | Cornelia Tacu           | 19 ani                 | 1,73 m   |          |        | AS TEROM Iași |
|     |        | Angela Avădanei         | 25 de ani              | 1,78 m   |          |        | AS TEROM Iași |
|     |        | Valeria Borșanu         | 26 de ani              | 1,67 m   |          |        | AS TEROM Iași |
|     |        | Dorina Chirvase-Corban  |                        | 1,67 m   |          |        | AS TEROM Iași |
|     |        | Sorina Constandache     |                        | 1,72 m   |          |        | AS TEROM Iași |
|     |        | Rodica Covaliuc         | 25 de ani              | 1,67 m   |          |        | AS TEROM Iași |
|     |        | Aspazia Crețan          | 19 ani                 | 1,75 m   |          |        | AS TEROM Iași |
|     |        | Adriana Domnescu        | 25 de ani              | 1,73 m   |          |        | AS TEROM Iași |
|     |        | Angela Haidău           | 21 de ani              | 1,80 m   |          |        | AS TEROM Iași |
|     |        | Gabriela Horga          | 18 ani                 | 1,80 m   |          |        | AS TEROM Iași |
|     |        | Corina Nisipeanu        | 18 ani                 | 1,64 m   |          |        | AS TEROM Iași |
|     |        | Rădița Oneț             | 21 de ani              | 1,75 m   |          |        | AS TEROM Iași |
|     |        | Cristina Popa           | 18 ani                 | 1,78 m   |          |        | AS TEROM Iași |
|     |        | Maria Savin             | 24 de ani              | 1,70 m   |          |        | AS TEROM Iași |
|     |        | Carmen State            | 22 de ani              | 1,64 m   |          |        | AS TEROM Iași |
|     | Pivot  | Valentina Turbatu-Cozma | 14 august 1963         | 1,77 m   |          |        | AS TEROM Iași |
|     |        | Eugenia Vișan           | 25 de ani              | 1,68 m   |          |        | AS TEROM Iași |

| Nr. | Post   | Nume                    | Data nașterii (vârsta) | Înălțime | Selecții | Goluri | Echipă        |
| --- | ------ | ----------------------- | ---------------------- | -------- | -------- | ------ | ------------- |
|     | Portar | Elena Roșu              | 25 de ani              | 1,71 m   |          |        | AS TEROM Iași |
|     | Portar | Viorica Schlonschi      |                        | 1,78 m   |          |        | AS TEROM Iași |
|     | Portar | Cornelia Tacu           | 19 ani                 | 1,73 m   |          |        | AS TEROM Iași |
|     |        | Angela Avădanei         | 25 de ani              | 1,78 m   |          |        | AS TEROM Iași |
|     |        | Valeria Borșanu         | 26 de ani              | 1,67 m   |          |        | AS TEROM Iași |
|     |        | Dorina Chirvase-Corban  |                        | 1,67 m   |          |        | AS TEROM Iași |
|     |        | Sorina Constandache     |                        | 1,72 m   |          |        | AS TEROM Iași |
|     |        | Rodica Covaliuc         | 25 de ani              | 1,67 m   |          |        | AS TEROM Iași |
|     |        | Aspazia Crețan          | 19 ani                 | 1,75 m   |          |        | AS TEROM Iași |
|     |        | Adriana Domnescu        | 25 de ani              | 1,73 m   |          |        | AS TEROM Iași |
|     |        | Angela Haidău           | 21 de ani              | 1,80 m   |          |        | AS TEROM Iași |
|     |        | Gabriela Horga          | 18 ani                 | 1,80 m   |          |        | AS TEROM Iași |
|     |        | Corina Nisipeanu        | 18 ani                 | 1,64 m   |          |        | AS TEROM Iași |
|     |        | Rădița Oneț             | 21 de ani              | 1,75 m   |          |        | AS TEROM Iași |
|     |        | Cristina Popa           | 18 ani                 | 1,78 m   |          |        | AS TEROM Iași |
|     |        | Maria Savin             | 24 de ani              | 1,70 m   |          |        | AS TEROM Iași |
|     |        | Carmen State            | 22 de ani              | 1,64 m   |          |        | AS TEROM Iași |
|     | Pivot  | Valentina Turbatu-Cozma | 14 august 1963         | 1,77 m   |          |        | AS TEROM Iași |
|     |        | Eugenia Vișan           | 25 de ani              | 1,68 m   |          |        | AS TEROM Iași |

| Nr. | Post   | Nume                    | Data nașterii (vârsta) | Înălțime | Selecții | Goluri | Echipă        |
| --- | ------ | ----------------------- | ---------------------- | -------- | -------- | ------ | ------------- |
|     | Portar | Elena Roșu              | 25 de ani              | 1,71 m   |          |        | AS TEROM Iași |
|     | Portar | Viorica Schlonschi      |                        | 1,78 m   |          |        | AS TEROM Iași |
|     | Portar | Cornelia Tacu           | 19 ani                 | 1,73 m   |          |        | AS TEROM Iași |
|     |        | Angela Avădanei         | 25 de ani              | 1,78 m   |          |        | AS TEROM Iași |
|     |        | Valeria Borșanu         | 26 de ani              | 1,67 m   |          |        | AS TEROM Iași |
|     |        | Dorina Chirvase-Corban  |                        | 1,67 m   |          |        | AS TEROM Iași |
|     |        | Sorina Constandache     |                        | 1,72 m   |          |        | AS TEROM Iași |
|     |        | Rodica Covaliuc         | 25 de ani              | 1,67 m   |          |        | AS TEROM Iași |
|     |        | Aspazia Crețan          | 19 ani                 | 1,75 m   |          |        | AS TEROM Iași |
|     |        | Adriana Domnescu        | 25 de ani              | 1,73 m   |          |        | AS TEROM Iași |
|     |        | Angela Haidău           | 21 de ani              | 1,80 m   |          |        | AS TEROM Iași |
|     |        | Gabriela Horga          | 18 ani                 | 1,80 m   |          |        | AS TEROM Iași |
|     |        | Corina Nisipeanu        | 18 ani                 | 1,64 m   |          |        | AS TEROM Iași |
|     |        | Rădița Oneț             | 21 de ani              | 1,75 m   |          |        | AS TEROM Iași |
|     |        | Cristina Popa           | 18 ani                 | 1,78 m   |          |        | AS TEROM Iași |
|     |        | Maria Savin             | 24 de ani              | 1,70 m   |          |        | AS TEROM Iași |
|     |        | Carmen State            | 22 de ani              | 1,64 m   |          |        | AS TEROM Iași |
|     | Pivot  | Valentina Turbatu-Cozma | 14 august 1963         | 1,77 m   |          |        | AS TEROM Iași |
|     |        | Eugenia Vișan           | 25 de ani              | 1,68 m   |          |        | AS TEROM Iași |

| Nr. | Post    | Nume                   | Data nașterii (vârsta) | Înălțime | Selecții | Goluri | Echipă        |
| --- | ------- | ---------------------- | ---------------------- | -------- | -------- | ------ | ------------- |
|     | Portar  | Viorica Fulea          | 23 de ani              | 1,77 m   |          |        | AS TEROM Iași |
|     | Portar  | Elena Roșu             | 26 de ani              | 1,71 m   |          |        | AS TEROM Iași |
|     | Portar  | Cornelia Tacu          | 20 de ani              | 1,74 m   |          |        | AS TEROM Iași |
|     | Extremă | Lăcrămioara Alexescu   | 18 ani                 | 1,71 m   |          |        | AS TEROM Iași |
|     |         | Angela Anton (căpitan) | 26 de ani              | 1,78 m   |          |        | AS TEROM Iași |
|     |         | Maria Chirvase         | 28 de ani              | 1,65 m   |          |        | AS TEROM Iași |
|     |         | Rodica Covaliuc        | 26 de ani              | 1,65 m   |          |        | AS TEROM Iași |
|     | Pivot   | Valentina Cozma        | 14 august 1963         | 1,77 m   |          |        | AS TEROM Iași |
|     |         | Aspazia Crețan         | 20 de ani              | 1,73 m   |          |        | AS TEROM Iași |
|     |         | Angela Haidău          | 22 de ani              | 1,81 m   |          |        | AS TEROM Iași |
|     |         | Gabriela Horga         | 19 ani                 | 1,80 m   |          |        | AS TEROM Iași |
|     |         | Corina Nisipeanu       | 19 ani                 | 1,65 m   |          |        | AS TEROM Iași |
|     |         | Rădița Oneț            | 22 de ani              | 1,74 m   |          |        | AS TEROM Iași |
|     |         | Cristina Popa          | 19 ani                 | 1,78 m   |          |        | AS TEROM Iași |
|     |         | Lenuța Prundeanu       | 25 de ani              | 1,67 m   |          |        | AS TEROM Iași |
|     |         | Carmen State           | 23 de ani              | 1,64 m   |          |        | AS TEROM Iași |
|     |         | Eugenia Vișan          | 26 de ani              | 1,65 m   |          |        | AS TEROM Iași |

| Nr. | Post    | Nume                   | Data nașterii (vârsta) | Înălțime | Selecții | Goluri | Echipă        |
| --- | ------- | ---------------------- | ---------------------- | -------- | -------- | ------ | ------------- |
|     | Portar  | Viorica Fulea          | 23 de ani              | 1,77 m   |          |        | AS TEROM Iași |
|     | Portar  | Elena Roșu             | 26 de ani              | 1,71 m   |          |        | AS TEROM Iași |
|     | Portar  | Cornelia Tacu          | 20 de ani              | 1,74 m   |          |        | AS TEROM Iași |
|     | Extremă | Lăcrămioara Alexescu   | 18 ani                 | 1,71 m   |          |        | AS TEROM Iași |
|     |         | Angela Anton (căpitan) | 26 de ani              | 1,78 m   |          |        | AS TEROM Iași |
|     |         | Maria Chirvase         | 28 de ani              | 1,65 m   |          |        | AS TEROM Iași |
|     |         | Rodica Covaliuc        | 26 de ani              | 1,65 m   |          |        | AS TEROM Iași |
|     | Pivot   | Valentina Cozma        | 14 august 1963         | 1,77 m   |          |        | AS TEROM Iași |
|     |         | Aspazia Crețan         | 20 de ani              | 1,73 m   |          |        | AS TEROM Iași |
|     |         | Angela Haidău          | 22 de ani              | 1,81 m   |          |        | AS TEROM Iași |
|     |         | Gabriela Horga         | 19 ani                 | 1,80 m   |          |        | AS TEROM Iași |
|     |         | Corina Nisipeanu       | 19 ani                 | 1,65 m   |          |        | AS TEROM Iași |
|     |         | Rădița Oneț            | 22 de ani              | 1,74 m   |          |        | AS TEROM Iași |
|     |         | Cristina Popa          | 19 ani                 | 1,78 m   |          |        | AS TEROM Iași |
|     |         | Lenuța Prundeanu       | 25 de ani              | 1,67 m   |          |        | AS TEROM Iași |
|     |         | Carmen State           | 23 de ani              | 1,64 m   |          |        | AS TEROM Iași |
|     |         | Eugenia Vișan          | 26 de ani              | 1,65 m   |          |        | AS TEROM Iași |

| Nr. | Post    | Nume                   | Data nașterii (vârsta) | Înălțime | Selecții | Goluri | Echipă        |
| --- | ------- | ---------------------- | ---------------------- | -------- | -------- | ------ | ------------- |
|     | Portar  | Viorica Fulea          | 23 de ani              | 1,77 m   |          |        | AS TEROM Iași |
|     | Portar  | Elena Roșu             | 26 de ani              | 1,71 m   |          |        | AS TEROM Iași |
|     | Portar  | Cornelia Tacu          | 20 de ani              | 1,74 m   |          |        | AS TEROM Iași |
|     | Extremă | Lăcrămioara Alexescu   | 18 ani                 | 1,71 m   |          |        | AS TEROM Iași |
|     |         | Angela Anton (căpitan) | 26 de ani              | 1,78 m   |          |        | AS TEROM Iași |
|     |         | Maria Chirvase         | 28 de ani              | 1,65 m   |          |        | AS TEROM Iași |
|     |         | Rodica Covaliuc        | 26 de ani              | 1,65 m   |          |        | AS TEROM Iași |
|     | Pivot   | Valentina Cozma        | 14 august 1963         | 1,77 m   |          |        | AS TEROM Iași |
|     |         | Aspazia Crețan         | 20 de ani              | 1,73 m   |          |        | AS TEROM Iași |
|     |         | Angela Haidău          | 22 de ani              | 1,81 m   |          |        | AS TEROM Iași |
|     |         | Gabriela Horga         | 19 ani                 | 1,80 m   |          |        | AS TEROM Iași |
|     |         | Corina Nisipeanu       | 19 ani                 | 1,65 m   |          |        | AS TEROM Iași |
|     |         | Rădița Oneț            | 22 de ani              | 1,74 m   |          |        | AS TEROM Iași |
|     |         | Cristina Popa          | 19 ani                 | 1,78 m   |          |        | AS TEROM Iași |
|     |         | Lenuța Prundeanu       | 25 de ani              | 1,67 m   |          |        | AS TEROM Iași |
|     |         | Carmen State           | 23 de ani              | 1,64 m   |          |        | AS TEROM Iași |
|     |         | Eugenia Vișan          | 26 de ani              | 1,65 m   |          |        | AS TEROM Iași |

| Nr. | Post    | Nume                   | Data nașterii (vârsta) | Înălțime | Selecții | Goluri | Echipă        |
| --- | ------- | ---------------------- | ---------------------- | -------- | -------- | ------ | ------------- |
|     | Portar  | Viorica Fulea          | 23 de ani              | 1,77 m   |          |        | AS TEROM Iași |
|     | Portar  | Elena Roșu             | 26 de ani              | 1,71 m   |          |        | AS TEROM Iași |
|     | Portar  | Cornelia Tacu          | 20 de ani              | 1,74 m   |          |        | AS TEROM Iași |
|     | Extremă | Lăcrămioara Alexescu   | 18 ani                 | 1,71 m   |          |        | AS TEROM Iași |
|     |         | Angela Anton (căpitan) | 26 de ani              | 1,78 m   |          |        | AS TEROM Iași |
|     |         | Maria Chirvase         | 28 de ani              | 1,65 m   |          |        | AS TEROM Iași |
|     |         | Rodica Covaliuc        | 26 de ani              | 1,65 m   |          |        | AS TEROM Iași |
|     | Pivot   | Valentina Cozma        | 14 august 1963         | 1,77 m   |          |        | AS TEROM Iași |
|     |         | Aspazia Crețan         | 20 de ani              | 1,73 m   |          |        | AS TEROM Iași |
|     |         | Angela Haidău          | 22 de ani              | 1,81 m   |          |        | AS TEROM Iași |
|     |         | Gabriela Horga         | 19 ani                 | 1,80 m   |          |        | AS TEROM Iași |
|     |         | Corina Nisipeanu       | 19 ani                 | 1,65 m   |          |        | AS TEROM Iași |
|     |         | Rădița Oneț            | 22 de ani              | 1,74 m   |          |        | AS TEROM Iași |
|     |         | Cristina Popa          | 19 ani                 | 1,78 m   |          |        | AS TEROM Iași |
|     |         | Lenuța Prundeanu       | 25 de ani              | 1,67 m   |          |        | AS TEROM Iași |
|     |         | Carmen State           | 23 de ani              | 1,64 m   |          |        | AS TEROM Iași |
|     |         | Eugenia Vișan          | 26 de ani              | 1,65 m   |          |        | AS TEROM Iași |

| Nr. | Post    | Nume                 | Data nașterii (vârsta) | Înălțime | Selecții | Goluri | Echipă        |
| --- | ------- | -------------------- | ---------------------- | -------- | -------- | ------ | ------------- |
|     | Portar  | Cornelia Rădășanu    | 21 de ani              | 1,74 m   |          |        | AS TEROM Iași |
|     | Portar  | Elena Roșu           | 27 de ani              | 1,73 m   |          |        | AS TEROM Iași |
|     | Portar  | Gicuța Luncanu       | 19 ani                 | 1,76 m   |          |        | AS TEROM Iași |
|     | Extremă | Lăcrămioara Alexescu | 19 ani                 | 1,71 m   |          |        | AS TEROM Iași |
|     |         | Angela Anton         | 27 de ani              | 1,78 m   |          |        | AS TEROM Iași |
|     |         | Mihaela Chelaru      | 18 ani                 | 1,68 m   |          |        | AS TEROM Iași |
|     |         | Gabriela Condrea     | 18 ani                 | 1,68 m   |          |        | AS TEROM Iași |
|     | Extremă | Rodica Covaliuc      | 26 de ani              | 1,68 m   |          |        | AS TEROM Iași |
|     | Pivot   | Valentina Cozma      | 14 august 1963         | 1,77 m   |          |        | AS TEROM Iași |
|     |         | Aspazia Crețan       | 20 de ani              | 1,73 m   |          |        | AS TEROM Iași |
|     | Centru  | Beatrice Duca        | 18 ani                 | 1,80 m   |          |        | AS TEROM Iași |
|     |         | Angela Haidău        | 23 de ani              | 1,80 m   |          |        | AS TEROM Iași |
|     |         | Gabriela Horga       | 20 de ani              | 1,80 m   |          |        | AS TEROM Iași |
|     |         | Corina Nisipeanu     | 20 de ani              | 1,66 m   |          |        | AS TEROM Iași |
|     |         | Rădița Oneț          | 23 de ani              | 1,76 m   |          |        | AS TEROM Iași |
|     |         | Rita Pricop          | 17 ani                 | 1,72 m   |          |        | AS TEROM Iași |
|     |         | Lenuța Prundeanu     | 26 de ani              | 1,70 m   |          |        | AS TEROM Iași |
|     |         | Cristina Spătariu    | 20 de ani              | 1,77 m   |          |        | AS TEROM Iași |

| Nr. | Post    | Nume                 | Data nașterii (vârsta) | Înălțime | Selecții | Goluri | Echipă        |
| --- | ------- | -------------------- | ---------------------- | -------- | -------- | ------ | ------------- |
|     | Portar  | Cornelia Rădășanu    | 21 de ani              | 1,74 m   |          |        | AS TEROM Iași |
|     | Portar  | Elena Roșu           | 27 de ani              | 1,73 m   |          |        | AS TEROM Iași |
|     | Portar  | Gicuța Luncanu       | 19 ani                 | 1,76 m   |          |        | AS TEROM Iași |
|     | Extremă | Lăcrămioara Alexescu | 19 ani                 | 1,71 m   |          |        | AS TEROM Iași |
|     |         | Angela Anton         | 27 de ani              | 1,78 m   |          |        | AS TEROM Iași |
|     |         | Mihaela Chelaru      | 18 ani                 | 1,68 m   |          |        | AS TEROM Iași |
|     |         | Gabriela Condrea     | 18 ani                 | 1,68 m   |          |        | AS TEROM Iași |
|     | Extremă | Rodica Covaliuc      | 26 de ani              | 1,68 m   |          |        | AS TEROM Iași |
|     | Pivot   | Valentina Cozma      | 14 august 1963         | 1,77 m   |          |        | AS TEROM Iași |
|     |         | Aspazia Crețan       | 20 de ani              | 1,73 m   |          |        | AS TEROM Iași |
|     | Centru  | Beatrice Duca        | 18 ani                 | 1,80 m   |          |        | AS TEROM Iași |
|     |         | Angela Haidău        | 23 de ani              | 1,80 m   |          |        | AS TEROM Iași |
|     |         | Gabriela Horga       | 20 de ani              | 1,80 m   |          |        | AS TEROM Iași |
|     |         | Corina Nisipeanu     | 20 de ani              | 1,66 m   |          |        | AS TEROM Iași |
|     |         | Rădița Oneț          | 23 de ani              | 1,76 m   |          |        | AS TEROM Iași |
|     |         | Rita Pricop          | 17 ani                 | 1,72 m   |          |        | AS TEROM Iași |
|     |         | Lenuța Prundeanu     | 26 de ani              | 1,70 m   |          |        | AS TEROM Iași |
|     |         | Cristina Spătariu    | 20 de ani              | 1,77 m   |          |        | AS TEROM Iași |

| Nr. | Post    | Nume                 | Data nașterii (vârsta) | Înălțime | Selecții | Goluri | Echipă        |
| --- | ------- | -------------------- | ---------------------- | -------- | -------- | ------ | ------------- |
|     | Portar  | Cornelia Rădășanu    | 21 de ani              | 1,74 m   |          |        | AS TEROM Iași |
|     | Portar  | Elena Roșu           | 27 de ani              | 1,73 m   |          |        | AS TEROM Iași |
|     | Portar  | Gicuța Luncanu       | 19 ani                 | 1,76 m   |          |        | AS TEROM Iași |
|     | Extremă | Lăcrămioara Alexescu | 19 ani                 | 1,71 m   |          |        | AS TEROM Iași |
|     |         | Angela Anton         | 27 de ani              | 1,78 m   |          |        | AS TEROM Iași |
|     |         | Mihaela Chelaru      | 18 ani                 | 1,68 m   |          |        | AS TEROM Iași |
|     |         | Gabriela Condrea     | 18 ani                 | 1,68 m   |          |        | AS TEROM Iași |
|     | Extremă | Rodica Covaliuc      | 26 de ani              | 1,68 m   |          |        | AS TEROM Iași |
|     | Pivot   | Valentina Cozma      | 14 august 1963         | 1,77 m   |          |        | AS TEROM Iași |
|     |         | Aspazia Crețan       | 20 de ani              | 1,73 m   |          |        | AS TEROM Iași |
|     | Centru  | Beatrice Duca        | 18 ani                 | 1,80 m   |          |        | AS TEROM Iași |
|     |         | Angela Haidău        | 23 de ani              | 1,80 m   |          |        | AS TEROM Iași |
|     |         | Gabriela Horga       | 20 de ani              | 1,80 m   |          |        | AS TEROM Iași |
|     |         | Corina Nisipeanu     | 20 de ani              | 1,66 m   |          |        | AS TEROM Iași |
|     |         | Rădița Oneț          | 23 de ani              | 1,76 m   |          |        | AS TEROM Iași |
|     |         | Rita Pricop          | 17 ani                 | 1,72 m   |          |        | AS TEROM Iași |
|     |         | Lenuța Prundeanu     | 26 de ani              | 1,70 m   |          |        | AS TEROM Iași |
|     |         | Cristina Spătariu    | 20 de ani              | 1,77 m   |          |        | AS TEROM Iași |

| Nr. | Post    | Nume                 | Data nașterii (vârsta) | Înălțime | Selecții | Goluri | Echipă        |
| --- | ------- | -------------------- | ---------------------- | -------- | -------- | ------ | ------------- |
|     | Portar  | Cornelia Rădășanu    | 21 de ani              | 1,74 m   |          |        | AS TEROM Iași |
|     | Portar  | Elena Roșu           | 27 de ani              | 1,73 m   |          |        | AS TEROM Iași |
|     | Portar  | Gicuța Luncanu       | 19 ani                 | 1,76 m   |          |        | AS TEROM Iași |
|     | Extremă | Lăcrămioara Alexescu | 19 ani                 | 1,71 m   |          |        | AS TEROM Iași |
|     |         | Angela Anton         | 27 de ani              | 1,78 m   |          |        | AS TEROM Iași |
|     |         | Mihaela Chelaru      | 18 ani                 | 1,68 m   |          |        | AS TEROM Iași |
|     |         | Gabriela Condrea     | 18 ani                 | 1,68 m   |          |        | AS TEROM Iași |
|     | Extremă | Rodica Covaliuc      | 26 de ani              | 1,68 m   |          |        | AS TEROM Iași |
|     | Pivot   | Valentina Cozma      | 14 august 1963         | 1,77 m   |          |        | AS TEROM Iași |
|     |         | Aspazia Crețan       | 20 de ani              | 1,73 m   |          |        | AS TEROM Iași |
|     | Centru  | Beatrice Duca        | 18 ani                 | 1,80 m   |          |        | AS TEROM Iași |
|     |         | Angela Haidău        | 23 de ani              | 1,80 m   |          |        | AS TEROM Iași |
|     |         | Gabriela Horga       | 20 de ani              | 1,80 m   |          |        | AS TEROM Iași |
|     |         | Corina Nisipeanu     | 20 de ani              | 1,66 m   |          |        | AS TEROM Iași |
|     |         | Rădița Oneț          | 23 de ani              | 1,76 m   |          |        | AS TEROM Iași |
|     |         | Rita Pricop          | 17 ani                 | 1,72 m   |          |        | AS TEROM Iași |
|     |         | Lenuța Prundeanu     | 26 de ani              | 1,70 m   |          |        | AS TEROM Iași |
|     |         | Cristina Spătariu    | 20 de ani              | 1,77 m   |          |        | AS TEROM Iași |

| Nr. | Post    | Nume                   | Data nașterii (vârsta) | Înălțime | Selecții | Goluri | Echipă        |
| --- | ------- | ---------------------- | ---------------------- | -------- | -------- | ------ | ------------- |
|     | Portar  | Elena Roșu             | 28 de ani              | 1,72 m   |          |        | AS TEROM Iași |
|     | Portar  | Iulia Dimofte          | 18 ani                 | 1,76 m   |          |        | AS TEROM Iași |
|     | Portar  | Gicuța Luncanu         | 20 de ani              | 1,75 m   |          |        | AS TEROM Iași |
|     | Extremă | Lăcrămioara Alexescu   | 20 de ani              | 1,70 m   |          |        | AS TEROM Iași |
|     |         | Angela Anton           | 28 de ani              | 1,78 m   |          |        | AS TEROM Iași |
|     |         | Mihaela Chelaru        | 19 de ani              | 1,71 m   |          |        | AS TEROM Iași |
|     |         | Gabriela Condrea-Lupan | 19 ani                 | 1,67 m   |          |        | AS TEROM Iași |
|     |         | Iuliana Cozma          | 17 ani                 | 1,75 m   |          |        | AS TEROM Iași |
|     | Pivot   | Valentina Cozma        | 14 august 1963         | 1,77 m   |          |        | AS TEROM Iași |
|     |         | Aspazia Crețan         | 22 de ani              | 1,74 m   |          |        | AS TEROM Iași |
|     | Centru  | Beatrice Duca          | 19 ani                 | 1,78 m   |          |        | AS TEROM Iași |
|     |         | Angela Haidău          | 24 de ani              | 1,78 m   |          |        | AS TEROM Iași |
|     |         | Gabriela Horga         | 21 de ani              | 1,78 m   |          |        | AS TEROM Iași |
|     |         | Elena Iordache         | 21 de ani              | 1,71 m   |          |        | AS TEROM Iași |
|     |         | Rodica Nicolai         | 17 ani                 | 1,73 m   |          |        | AS TEROM Iași |
|     |         | Corina Nisipeanu       | 21 de ani              | 1,65 m   |          |        | AS TEROM Iași |
|     |         | Rădița Oneț            | 24 de ani              | 1,74 m   |          |        | AS TEROM Iași |
|     |         | Gabriela Popa          | 18 ani                 | 1,73 m   |          |        | AS TEROM Iași |
|     |         | Rita Pricop            | 17 ani                 | 1,72 m   |          |        | AS TEROM Iași |
|     |         | Lenuța Prundeanu       | 27 de ani              | 1,70 m   |          |        | AS TEROM Iași |
|     |         | Cornelia Tacu          | 22 de ani              | 1,74 m   |          |        | AS TEROM Iași |

| Nr. | Post    | Nume                   | Data nașterii (vârsta) | Înălțime | Selecții | Goluri | Echipă        |
| --- | ------- | ---------------------- | ---------------------- | -------- | -------- | ------ | ------------- |
|     | Portar  | Elena Roșu             | 28 de ani              | 1,72 m   |          |        | AS TEROM Iași |
|     | Portar  | Iulia Dimofte          | 18 ani                 | 1,76 m   |          |        | AS TEROM Iași |
|     | Portar  | Gicuța Luncanu         | 20 de ani              | 1,75 m   |          |        | AS TEROM Iași |
|     | Extremă | Lăcrămioara Alexescu   | 20 de ani              | 1,70 m   |          |        | AS TEROM Iași |
|     |         | Angela Anton           | 28 de ani              | 1,78 m   |          |        | AS TEROM Iași |
|     |         | Mihaela Chelaru        | 19 de ani              | 1,71 m   |          |        | AS TEROM Iași |
|     |         | Gabriela Condrea-Lupan | 19 ani                 | 1,67 m   |          |        | AS TEROM Iași |
|     |         | Iuliana Cozma          | 17 ani                 | 1,75 m   |          |        | AS TEROM Iași |
|     | Pivot   | Valentina Cozma        | 14 august 1963         | 1,77 m   |          |        | AS TEROM Iași |
|     |         | Aspazia Crețan         | 22 de ani              | 1,74 m   |          |        | AS TEROM Iași |
|     | Centru  | Beatrice Duca          | 19 ani                 | 1,78 m   |          |        | AS TEROM Iași |
|     |         | Angela Haidău          | 24 de ani              | 1,78 m   |          |        | AS TEROM Iași |
|     |         | Gabriela Horga         | 21 de ani              | 1,78 m   |          |        | AS TEROM Iași |
|     |         | Elena Iordache         | 21 de ani              | 1,71 m   |          |        | AS TEROM Iași |
|     |         | Rodica Nicolai         | 17 ani                 | 1,73 m   |          |        | AS TEROM Iași |
|     |         | Corina Nisipeanu       | 21 de ani              | 1,65 m   |          |        | AS TEROM Iași |
|     |         | Rădița Oneț            | 24 de ani              | 1,74 m   |          |        | AS TEROM Iași |
|     |         | Gabriela Popa          | 18 ani                 | 1,73 m   |          |        | AS TEROM Iași |
|     |         | Rita Pricop            | 17 ani                 | 1,72 m   |          |        | AS TEROM Iași |
|     |         | Lenuța Prundeanu       | 27 de ani              | 1,70 m   |          |        | AS TEROM Iași |
|     |         | Cornelia Tacu          | 22 de ani              | 1,74 m   |          |        | AS TEROM Iași |

| Nr. | Post    | Nume                   | Data nașterii (vârsta) | Înălțime | Selecții | Goluri | Echipă        |
| --- | ------- | ---------------------- | ---------------------- | -------- | -------- | ------ | ------------- |
|     | Portar  | Elena Roșu             | 28 de ani              | 1,72 m   |          |        | AS TEROM Iași |
|     | Portar  | Iulia Dimofte          | 18 ani                 | 1,76 m   |          |        | AS TEROM Iași |
|     | Portar  | Gicuța Luncanu         | 20 de ani              | 1,75 m   |          |        | AS TEROM Iași |
|     | Extremă | Lăcrămioara Alexescu   | 20 de ani              | 1,70 m   |          |        | AS TEROM Iași |
|     |         | Angela Anton           | 28 de ani              | 1,78 m   |          |        | AS TEROM Iași |
|     |         | Mihaela Chelaru        | 19 de ani              | 1,71 m   |          |        | AS TEROM Iași |
|     |         | Gabriela Condrea-Lupan | 19 ani                 | 1,67 m   |          |        | AS TEROM Iași |
|     |         | Iuliana Cozma          | 17 ani                 | 1,75 m   |          |        | AS TEROM Iași |
|     | Pivot   | Valentina Cozma        | 14 august 1963         | 1,77 m   |          |        | AS TEROM Iași |
|     |         | Aspazia Crețan         | 22 de ani              | 1,74 m   |          |        | AS TEROM Iași |
|     | Centru  | Beatrice Duca          | 19 ani                 | 1,78 m   |          |        | AS TEROM Iași |
|     |         | Angela Haidău          | 24 de ani              | 1,78 m   |          |        | AS TEROM Iași |
|     |         | Gabriela Horga         | 21 de ani              | 1,78 m   |          |        | AS TEROM Iași |
|     |         | Elena Iordache         | 21 de ani              | 1,71 m   |          |        | AS TEROM Iași |
|     |         | Rodica Nicolai         | 17 ani                 | 1,73 m   |          |        | AS TEROM Iași |
|     |         | Corina Nisipeanu       | 21 de ani              | 1,65 m   |          |        | AS TEROM Iași |
|     |         | Rădița Oneț            | 24 de ani              | 1,74 m   |          |        | AS TEROM Iași |
|     |         | Gabriela Popa          | 18 ani                 | 1,73 m   |          |        | AS TEROM Iași |
|     |         | Rita Pricop            | 17 ani                 | 1,72 m   |          |        | AS TEROM Iași |
|     |         | Lenuța Prundeanu       | 27 de ani              | 1,70 m   |          |        | AS TEROM Iași |
|     |         | Cornelia Tacu          | 22 de ani              | 1,74 m   |          |        | AS TEROM Iași |

| Nr. | Post    | Nume                   | Data nașterii (vârsta) | Înălțime | Selecții | Goluri | Echipă        |
| --- | ------- | ---------------------- | ---------------------- | -------- | -------- | ------ | ------------- |
|     | Portar  | Elena Roșu             | 28 de ani              | 1,72 m   |          |        | AS TEROM Iași |
|     | Portar  | Iulia Dimofte          | 18 ani                 | 1,76 m   |          |        | AS TEROM Iași |
|     | Portar  | Gicuța Luncanu         | 20 de ani              | 1,75 m   |          |        | AS TEROM Iași |
|     | Extremă | Lăcrămioara Alexescu   | 20 de ani              | 1,70 m   |          |        | AS TEROM Iași |
|     |         | Angela Anton           | 28 de ani              | 1,78 m   |          |        | AS TEROM Iași |
|     |         | Mihaela Chelaru        | 19 de ani              | 1,71 m   |          |        | AS TEROM Iași |
|     |         | Gabriela Condrea-Lupan | 19 ani                 | 1,67 m   |          |        | AS TEROM Iași |
|     |         | Iuliana Cozma          | 17 ani                 | 1,75 m   |          |        | AS TEROM Iași |
|     | Pivot   | Valentina Cozma        | 14 august 1963         | 1,77 m   |          |        | AS TEROM Iași |
|     |         | Aspazia Crețan         | 22 de ani              | 1,74 m   |          |        | AS TEROM Iași |
|     | Centru  | Beatrice Duca          | 19 ani                 | 1,78 m   |          |        | AS TEROM Iași |
|     |         | Angela Haidău          | 24 de ani              | 1,78 m   |          |        | AS TEROM Iași |
|     |         | Gabriela Horga         | 21 de ani              | 1,78 m   |          |        | AS TEROM Iași |
|     |         | Elena Iordache         | 21 de ani              | 1,71 m   |          |        | AS TEROM Iași |
|     |         | Rodica Nicolai         | 17 ani                 | 1,73 m   |          |        | AS TEROM Iași |
|     |         | Corina Nisipeanu       | 21 de ani              | 1,65 m   |          |        | AS TEROM Iași |
|     |         | Rădița Oneț            | 24 de ani              | 1,74 m   |          |        | AS TEROM Iași |
|     |         | Gabriela Popa          | 18 ani                 | 1,73 m   |          |        | AS TEROM Iași |
|     |         | Rita Pricop            | 17 ani                 | 1,72 m   |          |        | AS TEROM Iași |
|     |         | Lenuța Prundeanu       | 27 de ani              | 1,70 m   |          |        | AS TEROM Iași |
|     |         | Cornelia Tacu          | 22 de ani              | 1,74 m   |          |        | AS TEROM Iași |

| Nr. | Post    | Nume                  | Data nașterii (vârsta) | Înălțime | Selecții | Goluri | Echipă        |
| --- | ------- | --------------------- | ---------------------- | -------- | -------- | ------ | ------------- |
|     | Portar  | Iulia Dimofte         | 20 de ani              | 1,78 m   |          | 0      | AS TEROM Iași |
|     | Portar  | Gabriela Nițu         | 20 de ani              | 1,78 m   |          | 0      | AS TEROM Iași |
|     | Portar  | Cornelia Rădășanu     | 23 de ani              | 1,73 m   |          | 0      | AS TEROM Iași |
|     | Extremă | Lăcrămioara Alexescu  | 21 de ani              | 1,72 m   |          | 16     | AS TEROM Iași |
|     |         | Angela Anton          | 29 de ani              | 1,78 m   |          | 68     | AS TEROM Iași |
|     |         | Mihaela Chelaru       | 20 de ani              | 1,70 m   |          | 65     | AS TEROM Iași |
|     |         | Gabriela Condrea      | 20 de ani              | 1,68 m   |          | 8      | AS TEROM Iași |
|     | Extremă | Rodica Covaliuc       | 28 de ani              | 1,68 m   |          | 48     | AS TEROM Iași |
|     | Pivot   | Valentina Cozma       | 14 august 1963         | 1,77 m   |          | 112    | AS TEROM Iași |
|     |         | Tereza Croitoru       | 20 de ani              | 1,65 m   |          | 3      | AS TEROM Iași |
|     | Centru  | Beatrice Duca         | 20 de ani              | 1,78 m   |          | 160    | AS TEROM Iași |
|     |         | Gabriela Horga        | 22 de ani              | 1,78 m   |          | 3      | AS TEROM Iași |
|     |         | Gabriela Lupan        | 20 de ani              | 1,68 m   |          | 2      | AS TEROM Iași |
|     |         | Aspazia Mocanu-Crețan | 23 de ani              | 1,75 m   |          | 7      | AS TEROM Iași |
|     |         | Lenuța Munteanu       | 28 de ani              | 1,70 m   |          | 0      | AS TEROM Iași |
|     |         | Corina Nisipeanu      | 22 de ani              | 1,65 m   |          | 51     | AS TEROM Iași |
|     |         | Rădița Oneț           | 25 de ani              | 1,75 m   |          | 2      | AS TEROM Iași |
|     |         | Cristina Spătaru-Popa | 22 de ani              | 1,77 m   |          | 3      | AS TEROM Iași |

| Nr. | Post    | Nume                  | Data nașterii (vârsta) | Înălțime | Selecții | Goluri | Echipă        |
| --- | ------- | --------------------- | ---------------------- | -------- | -------- | ------ | ------------- |
|     | Portar  | Iulia Dimofte         | 20 de ani              | 1,78 m   |          | 0      | AS TEROM Iași |
|     | Portar  | Gabriela Nițu         | 20 de ani              | 1,78 m   |          | 0      | AS TEROM Iași |
|     | Portar  | Cornelia Rădășanu     | 23 de ani              | 1,73 m   |          | 0      | AS TEROM Iași |
|     | Extremă | Lăcrămioara Alexescu  | 21 de ani              | 1,72 m   |          | 16     | AS TEROM Iași |
|     |         | Angela Anton          | 29 de ani              | 1,78 m   |          | 68     | AS TEROM Iași |
|     |         | Mihaela Chelaru       | 20 de ani              | 1,70 m   |          | 65     | AS TEROM Iași |
|     |         | Gabriela Condrea      | 20 de ani              | 1,68 m   |          | 8      | AS TEROM Iași |
|     | Extremă | Rodica Covaliuc       | 28 de ani              | 1,68 m   |          | 48     | AS TEROM Iași |
|     | Pivot   | Valentina Cozma       | 14 august 1963         | 1,77 m   |          | 112    | AS TEROM Iași |
|     |         | Tereza Croitoru       | 20 de ani              | 1,65 m   |          | 3      | AS TEROM Iași |
|     | Centru  | Beatrice Duca         | 20 de ani              | 1,78 m   |          | 160    | AS TEROM Iași |
|     |         | Gabriela Horga        | 22 de ani              | 1,78 m   |          | 3      | AS TEROM Iași |
|     |         | Gabriela Lupan        | 20 de ani              | 1,68 m   |          | 2      | AS TEROM Iași |
|     |         | Aspazia Mocanu-Crețan | 23 de ani              | 1,75 m   |          | 7      | AS TEROM Iași |
|     |         | Lenuța Munteanu       | 28 de ani              | 1,70 m   |          | 0      | AS TEROM Iași |
|     |         | Corina Nisipeanu      | 22 de ani              | 1,65 m   |          | 51     | AS TEROM Iași |
|     |         | Rădița Oneț           | 25 de ani              | 1,75 m   |          | 2      | AS TEROM Iași |
|     |         | Cristina Spătaru-Popa | 22 de ani              | 1,77 m   |          | 3      | AS TEROM Iași |

| Nr. | Post    | Nume                  | Data nașterii (vârsta) | Înălțime | Selecții | Goluri | Echipă        |
| --- | ------- | --------------------- | ---------------------- | -------- | -------- | ------ | ------------- |
|     | Portar  | Iulia Dimofte         | 20 de ani              | 1,78 m   |          | 0      | AS TEROM Iași |
|     | Portar  | Gabriela Nițu         | 20 de ani              | 1,78 m   |          | 0      | AS TEROM Iași |
|     | Portar  | Cornelia Rădășanu     | 23 de ani              | 1,73 m   |          | 0      | AS TEROM Iași |
|     | Extremă | Lăcrămioara Alexescu  | 21 de ani              | 1,72 m   |          | 16     | AS TEROM Iași |
|     |         | Angela Anton          | 29 de ani              | 1,78 m   |          | 68     | AS TEROM Iași |
|     |         | Mihaela Chelaru       | 20 de ani              | 1,70 m   |          | 65     | AS TEROM Iași |
|     |         | Gabriela Condrea      | 20 de ani              | 1,68 m   |          | 8      | AS TEROM Iași |
|     | Extremă | Rodica Covaliuc       | 28 de ani              | 1,68 m   |          | 48     | AS TEROM Iași |
|     | Pivot   | Valentina Cozma       | 14 august 1963         | 1,77 m   |          | 112    | AS TEROM Iași |
|     |         | Tereza Croitoru       | 20 de ani              | 1,65 m   |          | 3      | AS TEROM Iași |
|     | Centru  | Beatrice Duca         | 20 de ani              | 1,78 m   |          | 160    | AS TEROM Iași |
|     |         | Gabriela Horga        | 22 de ani              | 1,78 m   |          | 3      | AS TEROM Iași |
|     |         | Gabriela Lupan        | 20 de ani              | 1,68 m   |          | 2      | AS TEROM Iași |
|     |         | Aspazia Mocanu-Crețan | 23 de ani              | 1,75 m   |          | 7      | AS TEROM Iași |
|     |         | Lenuța Munteanu       | 28 de ani              | 1,70 m   |          | 0      | AS TEROM Iași |
|     |         | Corina Nisipeanu      | 22 de ani              | 1,65 m   |          | 51     | AS TEROM Iași |
|     |         | Rădița Oneț           | 25 de ani              | 1,75 m   |          | 2      | AS TEROM Iași |
|     |         | Cristina Spătaru-Popa | 22 de ani              | 1,77 m   |          | 3      | AS TEROM Iași |

| Nr. | Post    | Nume                  | Data nașterii (vârsta) | Înălțime | Selecții | Goluri | Echipă        |
| --- | ------- | --------------------- | ---------------------- | -------- | -------- | ------ | ------------- |
|     | Portar  | Iulia Dimofte         | 20 de ani              | 1,78 m   |          | 0      | AS TEROM Iași |
|     | Portar  | Gabriela Nițu         | 20 de ani              | 1,78 m   |          | 0      | AS TEROM Iași |
|     | Portar  | Cornelia Rădășanu     | 23 de ani              | 1,73 m   |          | 0      | AS TEROM Iași |
|     | Extremă | Lăcrămioara Alexescu  | 21 de ani              | 1,72 m   |          | 16     | AS TEROM Iași |
|     |         | Angela Anton          | 29 de ani              | 1,78 m   |          | 68     | AS TEROM Iași |
|     |         | Mihaela Chelaru       | 20 de ani              | 1,70 m   |          | 65     | AS TEROM Iași |
|     |         | Gabriela Condrea      | 20 de ani              | 1,68 m   |          | 8      | AS TEROM Iași |
|     | Extremă | Rodica Covaliuc       | 28 de ani              | 1,68 m   |          | 48     | AS TEROM Iași |
|     | Pivot   | Valentina Cozma       | 14 august 1963         | 1,77 m   |          | 112    | AS TEROM Iași |
|     |         | Tereza Croitoru       | 20 de ani              | 1,65 m   |          | 3      | AS TEROM Iași |
|     | Centru  | Beatrice Duca         | 20 de ani              | 1,78 m   |          | 160    | AS TEROM Iași |
|     |         | Gabriela Horga        | 22 de ani              | 1,78 m   |          | 3      | AS TEROM Iași |
|     |         | Gabriela Lupan        | 20 de ani              | 1,68 m   |          | 2      | AS TEROM Iași |
|     |         | Aspazia Mocanu-Crețan | 23 de ani              | 1,75 m   |          | 7      | AS TEROM Iași |
|     |         | Lenuța Munteanu       | 28 de ani              | 1,70 m   |          | 0      | AS TEROM Iași |
|     |         | Corina Nisipeanu      | 22 de ani              | 1,65 m   |          | 51     | AS TEROM Iași |
|     |         | Rădița Oneț           | 25 de ani              | 1,75 m   |          | 2      | AS TEROM Iași |
|     |         | Cristina Spătaru-Popa | 22 de ani              | 1,77 m   |          | 3      | AS TEROM Iași |

| Nr. | Post    | Nume                  | Data nașterii (vârsta) | Înălțime | Selecții | Goluri | Echipă        |
| --- | ------- | --------------------- | ---------------------- | -------- | -------- | ------ | ------------- |
|     | Portar  | Mihaela Crăcană       | 7 iulie 1971           | 1,73 m   |          |        | AS TEROM Iași |
|     | Portar  | Iulia Dimofte         | 20 de ani              | 1,78 m   |          |        | AS TEROM Iași |
|     | Portar  | Gabriela Nițu         | 21 de ani              | 1,78 m   |          |        | AS TEROM Iași |
|     | Portar  | Cornelia Rădășanu     | 23 de ani              | 1,73 m   |          |        | AS TEROM Iași |
|     | Extremă | Lăcrămioara Alexescu  | 22 de ani              | 1,72 m   |          |        | AS TEROM Iași |
|     |         | Angela Anton          | 30 de ani              | 1,78 m   |          |        | AS TEROM Iași |
|     |         | Liliana Bahrim        | 18 ani                 | 1,69 m   |          |        | AS TEROM Iași |
|     |         | Mihaela Chelaru       | 21 de ani              | 1,70 m   |          |        | AS TEROM Iași |
|     |         | Daniela Chircan       | 18 ani                 | 1,75 m   |          |        | AS TEROM Iași |
|     |         | Maricela Ciolacu      | 18 ani                 | 1,73 m   |          |        | AS TEROM Iași |
|     | Pivot   | Valentina Cozma       | 14 august 1963         | 1,77 m   |          |        | AS TEROM Iași |
|     | Centru  | Beatrice Duca         | 21 de ani              | 1,78 m   |          |        | AS TEROM Iași |
|     |         | Gabriela Goncescu     | 18 ani                 | 1,82 m   |          |        | AS TEROM Iași |
|     |         | Gabriela Horga        | 22 de ani              | 1,78 m   |          |        | AS TEROM Iași |
|     |         | Gabriela Lupan        | 21 de ani              | 1,68 m   |          |        | AS TEROM Iași |
|     |         | Aspazia Mocanu-Crețan | 24 de ani              | 1,73 m   |          |        | AS TEROM Iași |
|     |         | Corina Nisipeanu      | 23 de ani              | 1,65 m   |          |        | AS TEROM Iași |
|     |         | Rădița Oneț           | 26 de ani              | 1,75 m   |          |        | AS TEROM Iași |
|     |         | Rita Pricop           | 19 ani                 | 1,77 m   |          |        | AS TEROM Iași |
|     |         | Macrina Tomuleac      | 18 ani                 | 1,70 m   |          |        | AS TEROM Iași |

| Nr. | Post    | Nume                  | Data nașterii (vârsta) | Înălțime | Selecții | Goluri | Echipă        |
| --- | ------- | --------------------- | ---------------------- | -------- | -------- | ------ | ------------- |
|     | Portar  | Mihaela Crăcană       | 7 iulie 1971           | 1,73 m   |          |        | AS TEROM Iași |
|     | Portar  | Iulia Dimofte         | 20 de ani              | 1,78 m   |          |        | AS TEROM Iași |
|     | Portar  | Gabriela Nițu         | 21 de ani              | 1,78 m   |          |        | AS TEROM Iași |
|     | Portar  | Cornelia Rădășanu     | 23 de ani              | 1,73 m   |          |        | AS TEROM Iași |
|     | Extremă | Lăcrămioara Alexescu  | 22 de ani              | 1,72 m   |          |        | AS TEROM Iași |
|     |         | Angela Anton          | 30 de ani              | 1,78 m   |          |        | AS TEROM Iași |
|     |         | Liliana Bahrim        | 18 ani                 | 1,69 m   |          |        | AS TEROM Iași |
|     |         | Mihaela Chelaru       | 21 de ani              | 1,70 m   |          |        | AS TEROM Iași |
|     |         | Daniela Chircan       | 18 ani                 | 1,75 m   |          |        | AS TEROM Iași |
|     |         | Maricela Ciolacu      | 18 ani                 | 1,73 m   |          |        | AS TEROM Iași |
|     | Pivot   | Valentina Cozma       | 14 august 1963         | 1,77 m   |          |        | AS TEROM Iași |
|     | Centru  | Beatrice Duca         | 21 de ani              | 1,78 m   |          |        | AS TEROM Iași |
|     |         | Gabriela Goncescu     | 18 ani                 | 1,82 m   |          |        | AS TEROM Iași |
|     |         | Gabriela Horga        | 22 de ani              | 1,78 m   |          |        | AS TEROM Iași |
|     |         | Gabriela Lupan        | 21 de ani              | 1,68 m   |          |        | AS TEROM Iași |
|     |         | Aspazia Mocanu-Crețan | 24 de ani              | 1,73 m   |          |        | AS TEROM Iași |
|     |         | Corina Nisipeanu      | 23 de ani              | 1,65 m   |          |        | AS TEROM Iași |
|     |         | Rădița Oneț           | 26 de ani              | 1,75 m   |          |        | AS TEROM Iași |
|     |         | Rita Pricop           | 19 ani                 | 1,77 m   |          |        | AS TEROM Iași |
|     |         | Macrina Tomuleac      | 18 ani                 | 1,70 m   |          |        | AS TEROM Iași |

| Nr. | Post    | Nume                  | Data nașterii (vârsta) | Înălțime | Selecții | Goluri | Echipă        |
| --- | ------- | --------------------- | ---------------------- | -------- | -------- | ------ | ------------- |
|     | Portar  | Mihaela Crăcană       | 7 iulie 1971           | 1,73 m   |          |        | AS TEROM Iași |
|     | Portar  | Iulia Dimofte         | 20 de ani              | 1,78 m   |          |        | AS TEROM Iași |
|     | Portar  | Gabriela Nițu         | 21 de ani              | 1,78 m   |          |        | AS TEROM Iași |
|     | Portar  | Cornelia Rădășanu     | 23 de ani              | 1,73 m   |          |        | AS TEROM Iași |
|     | Extremă | Lăcrămioara Alexescu  | 22 de ani              | 1,72 m   |          |        | AS TEROM Iași |
|     |         | Angela Anton          | 30 de ani              | 1,78 m   |          |        | AS TEROM Iași |
|     |         | Liliana Bahrim        | 18 ani                 | 1,69 m   |          |        | AS TEROM Iași |
|     |         | Mihaela Chelaru       | 21 de ani              | 1,70 m   |          |        | AS TEROM Iași |
|     |         | Daniela Chircan       | 18 ani                 | 1,75 m   |          |        | AS TEROM Iași |
|     |         | Maricela Ciolacu      | 18 ani                 | 1,73 m   |          |        | AS TEROM Iași |
|     | Pivot   | Valentina Cozma       | 14 august 1963         | 1,77 m   |          |        | AS TEROM Iași |
|     | Centru  | Beatrice Duca         | 21 de ani              | 1,78 m   |          |        | AS TEROM Iași |
|     |         | Gabriela Goncescu     | 18 ani                 | 1,82 m   |          |        | AS TEROM Iași |
|     |         | Gabriela Horga        | 22 de ani              | 1,78 m   |          |        | AS TEROM Iași |
|     |         | Gabriela Lupan        | 21 de ani              | 1,68 m   |          |        | AS TEROM Iași |
|     |         | Aspazia Mocanu-Crețan | 24 de ani              | 1,73 m   |          |        | AS TEROM Iași |
|     |         | Corina Nisipeanu      | 23 de ani              | 1,65 m   |          |        | AS TEROM Iași |
|     |         | Rădița Oneț           | 26 de ani              | 1,75 m   |          |        | AS TEROM Iași |
|     |         | Rita Pricop           | 19 ani                 | 1,77 m   |          |        | AS TEROM Iași |
|     |         | Macrina Tomuleac      | 18 ani                 | 1,70 m   |          |        | AS TEROM Iași |

| Nr. | Post    | Nume                  | Data nașterii (vârsta) | Înălțime | Selecții | Goluri | Echipă        |
| --- | ------- | --------------------- | ---------------------- | -------- | -------- | ------ | ------------- |
|     | Portar  | Mihaela Crăcană       | 7 iulie 1971           | 1,73 m   |          |        | AS TEROM Iași |
|     | Portar  | Iulia Dimofte         | 20 de ani              | 1,78 m   |          |        | AS TEROM Iași |
|     | Portar  | Gabriela Nițu         | 21 de ani              | 1,78 m   |          |        | AS TEROM Iași |
|     | Portar  | Cornelia Rădășanu     | 23 de ani              | 1,73 m   |          |        | AS TEROM Iași |
|     | Extremă | Lăcrămioara Alexescu  | 22 de ani              | 1,72 m   |          |        | AS TEROM Iași |
|     |         | Angela Anton          | 30 de ani              | 1,78 m   |          |        | AS TEROM Iași |
|     |         | Liliana Bahrim        | 18 ani                 | 1,69 m   |          |        | AS TEROM Iași |
|     |         | Mihaela Chelaru       | 21 de ani              | 1,70 m   |          |        | AS TEROM Iași |
|     |         | Daniela Chircan       | 18 ani                 | 1,75 m   |          |        | AS TEROM Iași |
|     |         | Maricela Ciolacu      | 18 ani                 | 1,73 m   |          |        | AS TEROM Iași |
|     | Pivot   | Valentina Cozma       | 14 august 1963         | 1,77 m   |          |        | AS TEROM Iași |
|     | Centru  | Beatrice Duca         | 21 de ani              | 1,78 m   |          |        | AS TEROM Iași |
|     |         | Gabriela Goncescu     | 18 ani                 | 1,82 m   |          |        | AS TEROM Iași |
|     |         | Gabriela Horga        | 22 de ani              | 1,78 m   |          |        | AS TEROM Iași |
|     |         | Gabriela Lupan        | 21 de ani              | 1,68 m   |          |        | AS TEROM Iași |
|     |         | Aspazia Mocanu-Crețan | 24 de ani              | 1,73 m   |          |        | AS TEROM Iași |
|     |         | Corina Nisipeanu      | 23 de ani              | 1,65 m   |          |        | AS TEROM Iași |
|     |         | Rădița Oneț           | 26 de ani              | 1,75 m   |          |        | AS TEROM Iași |
|     |         | Rita Pricop           | 19 ani                 | 1,77 m   |          |        | AS TEROM Iași |
|     |         | Macrina Tomuleac      | 18 ani                 | 1,70 m   |          |        | AS TEROM Iași |

## Jucătoare notabile
- Angela Avădanei
- Rodica Covaliuc
- Valentina Cozma
- Beatrice Duca

## Antrenori notabili
- Cornel Bădulescu